# Lista de asteroides (278001-279000)
Esta é uma lista parcial de asteroides, do asteroide número 278001 até o 279000, inclusive. Veja também o índice com todas as listas disponíveis.

| Objeto Próximos à Terra | Cinturão de asteroides (interno) | Cinturão de asteroides (externo) | Centauro       |
| Cruzador de Marte       | Cinturão de asteroides (meio)    | Troianos de Júpiter              | Transnetuniano |

Veja mais dados de cada asteroide na ligação externa para o Minor Planet Center na última coluna.
Índice: 278001... 278101... 278201... 278301... 278401... 278501... 278601... 278701... 278801... 278901... 

## 278001–278100
| Designação | Designação | Descoberta  | Descoberta        | Descobridor(es)       | Categoria | Mais informações / Referência |
| Permanente | Provisória | Data        | Local             | Descobridor(es)       | Categoria | Mais informações / Referência |
| ---------- | ---------- | ----------- | ----------------- | --------------------- | --------- | ----------------------------- |
| 278001     | 2006 UT104 | 18 out 2006 | Kitt Peak         | Spacewatch            | —         | MPC                           |
| 278002     | 2006 US105 | 18 out 2006 | Kitt Peak         | Spacewatch            | —         | MPC                           |
| 278003     | 2006 UC118 | 19 out 2006 | Kitt Peak         | Spacewatch            | —         | MPC                           |
| 278004     | 2006 UE126 | 19 out 2006 | Kitt Peak         | Spacewatch            | —         | MPC                           |
| 278005     | 2006 UR127 | 19 out 2006 | Kitt Peak         | Spacewatch            | —         | MPC                           |
| 278006     | 2006 UE168 | 21 out 2006 | Mount Lemmon      | Mount Lemmon Survey   | —         | MPC                           |
| 278007     | 2006 UC188 | 19 out 2006 | Catalina          | CSS                   | —         | MPC                           |
| 278008     | 2006 UJ190 | 19 out 2006 | Catalina          | CSS                   | —         | MPC                           |
| 278009     | 2006 UJ197 | 20 out 2006 | Kitt Peak         | Spacewatch            | —         | MPC                           |
| 278010     | 2006 UN202 | 22 out 2006 | Palomar           | NEAT                  | —         | MPC                           |
| 278011     | 2006 UC204 | 22 out 2006 | Palomar           | NEAT                  | —         | MPC                           |
| 278012     | 2006 UR214 | 23 out 2006 | Mount Lemmon      | Mount Lemmon Survey   | Brangane  | MPC                           |
| 278013     | 2006 UB220 | 16 out 2006 | Catalina          | CSS                   | —         | MPC                           |
| 278014     | 2006 UB240 | 23 out 2006 | Kitt Peak         | Spacewatch            | —         | MPC                           |
| 278015     | 2006 UH260 | 28 out 2006 | Mount Lemmon      | Mount Lemmon Survey   | —         | MPC                           |
| 278016     | 2006 VS    | 1 nov 2006  | Mount Lemmon      | Mount Lemmon Survey   | —         | MPC                           |
| 278017     | 2006 VV16  | 9 nov 2006  | Kitt Peak         | Spacewatch            | —         | MPC                           |
| 278018     | 2006 VM25  | 10 nov 2006 | Kitt Peak         | Spacewatch            | —         | MPC                           |
| 278019     | 2006 VK29  | 10 nov 2006 | Kitt Peak         | Spacewatch            | —         | MPC                           |
| 278020     | 2006 VJ34  | 11 nov 2006 | Catalina          | CSS                   | —         | MPC                           |
| 278021     | 2006 VK44  | 13 nov 2006 | Catalina          | CSS                   | —         | MPC                           |
| 278022     | 2006 VN51  | 10 nov 2006 | Kitt Peak         | Spacewatch            | —         | MPC                           |
| 278023     | 2006 VX57  | 11 nov 2006 | Kitt Peak         | Spacewatch            | —         | MPC                           |
| 278024     | 2006 VK64  | 11 nov 2006 | Kitt Peak         | Spacewatch            | —         | MPC                           |
| 278025     | 2006 VP95  | 1 nov 2006  | Catalina          | CSS                   | —         | MPC                           |
| 278026     | 2006 VJ96  | 10 nov 2006 | Kitt Peak         | Spacewatch            | —         | MPC                           |
| 278027     | 2006 VC105 | 13 nov 2006 | Kitt Peak         | Spacewatch            | —         | MPC                           |
| 278028     | 2006 VG139 | 15 nov 2006 | Kitt Peak         | Spacewatch            | Phocaea   | MPC                           |
| 278029     | 2006 VP146 | 15 nov 2006 | Catalina          | CSS                   | —         | MPC                           |
| 278030     | 2006 WM4   | 19 nov 2006 | Socorro           | LINEAR                | —         | MPC                           |
| 278031     | 2006 WH15  | 16 nov 2006 | Lulin Observatory | M.-T. Chang, Q.-z. Ye | —         | MPC                           |
| 278032     | 2006 WL23  | 17 nov 2006 | Mount Lemmon      | Mount Lemmon Survey   | Phocaea   | MPC                           |
| 278033     | 2006 WO26  | 18 nov 2006 | Socorro           | LINEAR                | —         | MPC                           |
| 278034     | 2006 WN31  | 16 nov 2006 | Kitt Peak         | Spacewatch            | —         | MPC                           |
| 278035     | 2006 WP36  | 16 nov 2006 | Kitt Peak         | Spacewatch            | —         | MPC                           |
| 278036     | 2006 WU54  | 16 nov 2006 | Kitt Peak         | Spacewatch            | —         | MPC                           |
| 278037     | 2006 WW55  | 16 nov 2006 | Mount Lemmon      | Mount Lemmon Survey   | —         | MPC                           |
| 278038     | 2006 WE67  | 17 nov 2006 | Mount Lemmon      | Mount Lemmon Survey   | Flora     | MPC                           |
| 278039     | 2006 WO69  | 17 nov 2006 | Mount Lemmon      | Mount Lemmon Survey   | —         | MPC                           |
| 278040     | 2006 WR79  | 18 nov 2006 | Kitt Peak         | Spacewatch            | —         | MPC                           |
| 278041     | 2006 WV79  | 18 nov 2006 | Kitt Peak         | Spacewatch            | —         | MPC                           |
| 278042     | 2006 WJ86  | 18 nov 2006 | Socorro           | LINEAR                | —         | MPC                           |
| 278043     | 2006 WN87  | 18 nov 2006 | Mount Lemmon      | Mount Lemmon Survey   | —         | MPC                           |
| 278044     | 2006 WG115 | 20 nov 2006 | Socorro           | LINEAR                | —         | MPC                           |
| 278045     | 2006 WS149 | 20 nov 2006 | Kitt Peak         | Spacewatch            | —         | MPC                           |
| 278046     | 2006 WV157 | 22 nov 2006 | Catalina          | CSS                   | —         | MPC                           |
| 278047     | 2006 WY162 | 23 nov 2006 | Kitt Peak         | Spacewatch            | —         | MPC                           |
| 278048     | 2006 WY172 | 23 nov 2006 | Kitt Peak         | Spacewatch            | —         | MPC                           |
| 278049     | 2006 WU178 | 24 nov 2006 | Kitt Peak         | Spacewatch            | —         | MPC                           |
| 278050     | 2006 WP182 | 24 nov 2006 | Kitt Peak         | Spacewatch            | —         | MPC                           |
| 278051     | 2006 WR188 | 24 nov 2006 | Kitt Peak         | Spacewatch            | —         | MPC                           |
| 278052     | 2006 WB190 | 25 nov 2006 | Catalina          | CSS                   | —         | MPC                           |
| 278053     | 2006 WG201 | 16 nov 2006 | Mount Lemmon      | Mount Lemmon Survey   | Brangane  | MPC                           |
| 278054     | 2006 XZ13  | 10 dez 2006 | Kitt Peak         | Spacewatch            | —         | MPC                           |
| 278055     | 2006 XK20  | 11 dez 2006 | Kitt Peak         | Spacewatch            | —         | MPC                           |
| 278056     | 2006 XP26  | 12 dez 2006 | Catalina          | CSS                   | —         | MPC                           |
| 278057     | 2006 XA57  | 13 dez 2006 | Socorro           | LINEAR                | —         | MPC                           |
| 278058     | 2006 XB60  | 14 dez 2006 | Kitt Peak         | Spacewatch            | —         | MPC                           |
| 278059     | 2006 XY66  | 14 dez 2006 | Palomar           | NEAT                  | —         | MPC                           |
| 278060     | 2006 XO70  | 15 dez 2006 | Mount Lemmon      | Mount Lemmon Survey   | —         | MPC                           |
| 278061     | 2006 YR9   | 21 dez 2006 | Kitt Peak         | Spacewatch            | —         | MPC                           |
| 278062     | 2006 YF17  | 21 dez 2006 | Mount Lemmon      | Mount Lemmon Survey   | —         | MPC                           |
| 278063     | 2006 YM18  | 23 dez 2006 | Mount Lemmon      | Mount Lemmon Survey   | —         | MPC                           |
| 278064     | 2006 YS21  | 21 dez 2006 | Kitt Peak         | Spacewatch            | —         | MPC                           |
| 278065     | 2006 YZ34  | 21 dez 2006 | Kitt Peak         | Spacewatch            | —         | MPC                           |
| 278066     | 2006 YC36  | 21 dez 2006 | Kitt Peak         | Spacewatch            | —         | MPC                           |
| 278067     | 2006 YY40  | 22 dez 2006 | Kitt Peak         | Spacewatch            | —         | MPC                           |
| 278068     | 2006 YO51  | 27 dez 2006 | Mount Lemmon      | Mount Lemmon Survey   | —         | MPC                           |
| 278069     | 2006 YW52  | 24 dez 2006 | Kitt Peak         | Spacewatch            | Mitidika  | MPC                           |
| 278070     | 2007 AP    | 8 jan 2007  | Catalina          | CSS                   | —         | MPC                           |
| 278071     | 2007 AL4   | 8 jan 2007  | Catalina          | CSS                   | —         | MPC                           |
| 278072     | 2007 AB7   | 9 jan 2007  | Mount Lemmon      | Mount Lemmon Survey   | —         | MPC                           |
| 278073     | 2007 AV12  | 9 jan 2007  | Palomar           | NEAT                  | —         | MPC                           |
| 278074     | 2007 AL14  | 9 jan 2007  | Mount Lemmon      | Mount Lemmon Survey   | —         | MPC                           |
| 278075     | 2007 AA18  | 8 jan 2007  | Catalina          | CSS                   | —         | MPC                           |
| 278076     | 2007 AD22  | 15 jan 2007 | Kitt Peak         | Spacewatch            | Brangane  | MPC                           |
| 278077     | 2007 AA24  | 10 jan 2007 | Mount Lemmon      | Mount Lemmon Survey   | —         | MPC                           |
| 278078     | 2007 AQ24  | 15 jan 2007 | Catalina          | CSS                   | —         | MPC                           |
| 278079     | 2007 AG27  | 10 jan 2007 | Mount Lemmon      | Mount Lemmon Survey   | —         | MPC                           |
| 278080     | 2007 AK29  | 10 jan 2007 | Kitt Peak         | Spacewatch            | —         | MPC                           |
| 278081     | 2007 BN    | 16 jan 2007 | Socorro           | LINEAR                | —         | MPC                           |
| 278082     | 2007 BW    | 16 jan 2007 | Socorro           | LINEAR                | —         | MPC                           |
| 278083     | 2007 BP5   | 17 jan 2007 | Catalina          | CSS                   | —         | MPC                           |
| 278084     | 2007 BK9   | 17 jan 2007 | Palomar           | NEAT                  | —         | MPC                           |
| 278085     | 2007 BJ10  | 17 jan 2007 | Kitt Peak         | Spacewatch            | —         | MPC                           |
| 278086     | 2007 BZ10  | 17 jan 2007 | Kitt Peak         | Spacewatch            | —         | MPC                           |
| 278087     | 2007 BE14  | 17 jan 2007 | Kitt Peak         | Spacewatch            | —         | MPC                           |
| 278088     | 2007 BZ14  | 17 jan 2007 | Kitt Peak         | Spacewatch            | —         | MPC                           |
| 278089     | 2007 BR15  | 16 abr 2004 | Kitt Peak         | Spacewatch            | —         | MPC                           |
| 278090     | 2007 BL19  | 21 jan 2007 | Socorro           | LINEAR                | —         | MPC                           |
| 278091     | 2007 BZ19  | 23 jan 2007 | Socorro           | LINEAR                | —         | MPC                           |
| 278092     | 2007 BK20  | 23 jan 2007 | Anderson Mesa     | LONEOS                | —         | MPC                           |
| 278093     | 2007 BP20  | 23 jan 2007 | Anderson Mesa     | LONEOS                | —         | MPC                           |
| 278094     | 2007 BS24  | 24 jan 2007 | Mount Lemmon      | Mount Lemmon Survey   | Chloris   | MPC                           |
| 278095     | 2007 BW27  | 24 jan 2007 | Mount Lemmon      | Mount Lemmon Survey   | —         | MPC                           |
| 278096     | 2007 BR29  | 24 jan 2007 | Socorro           | LINEAR                | —         | MPC                           |
| 278097     | 2007 BV29  | 24 jan 2007 | Socorro           | LINEAR                | —         | MPC                           |
| 278098     | 2007 BO31  | 26 jan 2007 | Calvin-Rehoboth   | L. A. Molnar          | —         | MPC                           |
| 278099     | 2007 BE45  | 25 jan 2007 | Catalina          | CSS                   | —         | MPC                           |
| 278100     | 2007 BQ46  | 26 jan 2007 | Kitt Peak         | Spacewatch            | —         | MPC                           |

## 278101–278200
| Designação       | Designação | Descoberta  | Descoberta        | Descobridor(es)     | Categoria | Mais informações / Referência |
| Permanente       | Provisória | Data        | Local             | Descobridor(es)     | Categoria | Mais informações / Referência |
| ---------------- | ---------- | ----------- | ----------------- | ------------------- | --------- | ----------------------------- |
| 278101           | 2007 BO48  | 26 jan 2007 | Kitt Peak         | Spacewatch          | —         | MPC                           |
| 278102           | 2007 BS53  | 24 jan 2007 | Kitt Peak         | Spacewatch          | Mitidika  | MPC                           |
| 278103           | 2007 BG56  | 24 jan 2007 | Socorro           | LINEAR              | —         | MPC                           |
| 278104           | 2007 BJ65  | 27 jan 2007 | Mount Lemmon      | Mount Lemmon Survey | —         | MPC                           |
| 278105           | 2007 BX65  | 27 jan 2007 | Mount Lemmon      | Mount Lemmon Survey | —         | MPC                           |
| 278106           | 2007 BX67  | 27 jan 2007 | Kitt Peak         | Spacewatch          | —         | MPC                           |
| 278107           | 2007 BG75  | 28 jan 2007 | Mount Lemmon      | Mount Lemmon Survey | —         | MPC                           |
| 278108           | 2007 BJ75  | 28 jan 2007 | Mount Lemmon      | Mount Lemmon Survey | —         | MPC                           |
| 278109           | 2007 BF77  | 16 jan 2007 | Catalina          | CSS                 | —         | MPC                           |
| 278110           | 2007 BN81  | 29 jan 2007 | Kitt Peak         | Spacewatch          | —         | MPC                           |
| 278111           | 2007 BO100 | 19 jan 2007 | Mauna Kea         | Mauna Kea Obs.      | —         | MPC                           |
| 278112           | 2007 CK    | 5 fev 2007  | Palomar           | NEAT                | —         | MPC                           |
| 278113           | 2007 CW    | 6 fev 2007  | Kitt Peak         | Spacewatch          | Mitidika  | MPC                           |
| 278114           | 2007 CY    | 6 fev 2007  | Kitt Peak         | Spacewatch          | —         | MPC                           |
| 278115           | 2007 CR1   | 6 fev 2007  | Kitt Peak         | Spacewatch          | Mitidika  | MPC                           |
| 278116           | 2007 CA4   | 6 fev 2007  | Mount Lemmon      | Mount Lemmon Survey | —         | MPC                           |
| 278117           | 2007 CA5   | 6 fev 2007  | Mount Lemmon      | Mount Lemmon Survey | Mitidika  | MPC                           |
| 278118           | 2007 CX8   | 6 fev 2007  | Kitt Peak         | Spacewatch          | —         | MPC                           |
| 278119           | 2007 CE10  | 6 fev 2007  | Mount Lemmon      | Mount Lemmon Survey | Brangane  | MPC                           |
| 278120           | 2007 CB12  | 6 fev 2007  | Kitt Peak         | Spacewatch          | —         | MPC                           |
| 278121           | 2007 CY13  | 7 fev 2007  | Kitt Peak         | Spacewatch          | —         | MPC                           |
| 278122           | 2007 CG19  | 5 fev 2007  | Palomar           | NEAT                | —         | MPC                           |
| 278123           | 2007 CM21  | 6 fev 2007  | Palomar           | NEAT                | —         | MPC                           |
| 278124           | 2007 CM28  | 6 fev 2007  | Kitt Peak         | Spacewatch          | Mitidika  | MPC                           |
| 278125           | 2007 CG33  | 6 fev 2007  | Mount Lemmon      | Mount Lemmon Survey | —         | MPC                           |
| 278126           | 2007 CP34  | 6 fev 2007  | Palomar           | NEAT                | —         | MPC                           |
| 278127           | 2007 CG36  | 6 fev 2007  | Kitt Peak         | Spacewatch          | —         | MPC                           |
| 278128           | 2007 CB40  | 6 fev 2007  | Mount Lemmon      | Mount Lemmon Survey | —         | MPC                           |
| 278129           | 2007 CT44  | 8 fev 2007  | Palomar           | NEAT                | —         | MPC                           |
| 278130           | 2007 CH45  | 8 fev 2007  | Palomar           | NEAT                | —         | MPC                           |
| 278131           | 2007 CZ45  | 8 fev 2007  | Palomar           | NEAT                | —         | MPC                           |
| 278132           | 2007 CD46  | 8 fev 2007  | Palomar           | NEAT                | —         | MPC                           |
| 278133           | 2007 CZ47  | 10 fev 2007 | Mount Lemmon      | Mount Lemmon Survey | —         | MPC                           |
| 278134           | 2007 CJ51  | 11 fev 2007 | Antares           | ARO                 | —         | MPC                           |
| 278135           | 2007 CS51  | 8 fev 2007  | Palomar           | NEAT                | —         | MPC                           |
| 278136           | 2007 CF52  | 9 fev 2007  | Catalina          | CSS                 | —         | MPC                           |
| 278137           | 2007 CH52  | 10 fev 2007 | Palomar           | NEAT                | —         | MPC                           |
| 278138           | 2007 CU52  | 10 fev 2007 | Mount Lemmon      | Mount Lemmon Survey | —         | MPC                           |
| 278139           | 2007 CZ52  | 13 fev 2007 | Socorro           | LINEAR              | —         | MPC                           |
| 278140           | 2007 CL59  | 10 fev 2007 | Catalina          | CSS                 | —         | MPC                           |
| 278141 Tatooine  | 2007 CS61  | 15 fev 2007 | Taunus            | S. Karge, E. Schwab | —         | MPC                           |
| 278142           | 2007 CG62  | 10 fev 2007 | Catalina          | CSS                 | —         | MPC                           |
| 278143           | 2007 CN62  | 13 fev 2007 | Socorro           | LINEAR              | Mitidika  | MPC                           |
| 278144           | 2007 CX64  | 8 fev 2007  | Kitt Peak         | Spacewatch          | —         | MPC                           |
| 278145           | 2007 CD66  | 9 fev 2007  | Catalina          | CSS                 | —         | MPC                           |
| 278146           | 2007 DW2   | 16 fev 2007 | Catalina          | CSS                 | —         | MPC                           |
| 278147           | 2007 DA3   | 16 fev 2007 | Catalina          | CSS                 | —         | MPC                           |
| 278148           | 2007 DP5   | 17 fev 2007 | Kitt Peak         | Spacewatch          | —         | MPC                           |
| 278149           | 2007 DB12  | 16 fev 2007 | Catalina          | CSS                 | —         | MPC                           |
| 278150           | 2007 DO15  | 17 fev 2007 | Kitt Peak         | Spacewatch          | —         | MPC                           |
| 278151           | 2007 DP17  | 17 fev 2007 | Kitt Peak         | Spacewatch          | —         | MPC                           |
| 278152           | 2007 DD19  | 17 fev 2007 | Kitt Peak         | Spacewatch          | —         | MPC                           |
| 278153           | 2007 DN19  | 6 abr 1995  | Kitt Peak         | Spacewatch          | —         | MPC                           |
| 278154           | 2007 DR21  | 17 fev 2007 | Kitt Peak         | Spacewatch          | —         | MPC                           |
| 278155           | 2007 DA23  | 17 fev 2007 | Kitt Peak         | Spacewatch          | Mitidika  | MPC                           |
| 278156           | 2007 DZ28  | 17 fev 2007 | Kitt Peak         | Spacewatch          | —         | MPC                           |
| 278157           | 2007 DM33  | 17 fev 2007 | Kitt Peak         | Spacewatch          | —         | MPC                           |
| 278158           | 2007 DS33  | 17 fev 2007 | Kitt Peak         | Spacewatch          | —         | MPC                           |
| 278159           | 2007 DA34  | 17 fev 2007 | Kitt Peak         | Spacewatch          | —         | MPC                           |
| 278160           | 2007 DJ34  | 17 fev 2007 | Kitt Peak         | Spacewatch          | —         | MPC                           |
| 278161           | 2007 DH35  | 17 fev 2007 | Kitt Peak         | Spacewatch          | —         | MPC                           |
| 278162           | 2007 DN35  | 17 fev 2007 | Kitt Peak         | Spacewatch          | —         | MPC                           |
| 278163           | 2007 DO35  | 17 fev 2007 | Kitt Peak         | Spacewatch          | —         | MPC                           |
| 278164           | 2007 DZ38  | 17 fev 2007 | Kitt Peak         | Spacewatch          | —         | MPC                           |
| 278165           | 2007 DE41  | 20 fev 2007 | Lulin Observatory | LUSS                | Juno      | MPC                           |
| 278166           | 2007 DY52  | 19 fev 2007 | Mount Lemmon      | Mount Lemmon Survey | —         | MPC                           |
| 278167           | 2007 DX54  | 21 fev 2007 | Socorro           | LINEAR              | —         | MPC                           |
| 278168           | 2007 DE55  | 21 fev 2007 | Socorro           | LINEAR              | —         | MPC                           |
| 278169           | 2007 DU55  | 21 fev 2007 | Kitt Peak         | Spacewatch          | —         | MPC                           |
| 278170           | 2007 DE56  | 21 fev 2007 | Socorro           | LINEAR              | —         | MPC                           |
| 278171           | 2007 DA71  | 21 fev 2007 | Kitt Peak         | Spacewatch          | —         | MPC                           |
| 278172           | 2007 DM72  | 10 nov 2005 | Kitt Peak         | Spacewatch          | —         | MPC                           |
| 278173           | 2007 DK82  | 23 fev 2007 | Kitt Peak         | Spacewatch          | —         | MPC                           |
| 278174           | 2007 DR82  | 23 fev 2007 | Socorro           | LINEAR              | —         | MPC                           |
| 278175           | 2007 DS82  | 23 fev 2007 | Socorro           | LINEAR              | —         | MPC                           |
| 278176           | 2007 DX82  | 23 fev 2007 | Kitt Peak         | Spacewatch          | Mitidika  | MPC                           |
| 278177           | 2007 DF86  | 21 fev 2007 | Kitt Peak         | Spacewatch          | —         | MPC                           |
| 278178           | 2007 DT88  | 23 fev 2007 | Kitt Peak         | Spacewatch          | Mitidika  | MPC                           |
| 278179           | 2007 DO90  | 23 fev 2007 | Kitt Peak         | Spacewatch          | Phocaea   | MPC                           |
| 278180           | 2007 DC91  | 23 fev 2007 | Mount Lemmon      | Mount Lemmon Survey | —         | MPC                           |
| 278181           | 2007 DD92  | 23 fev 2007 | Kitt Peak         | Spacewatch          | —         | MPC                           |
| 278182           | 2007 DV96  | 23 fev 2007 | Kitt Peak         | Spacewatch          | —         | MPC                           |
| 278183           | 2007 DV97  | 23 fev 2007 | Kitt Peak         | Spacewatch          | —         | MPC                           |
| 278184           | 2007 DR98  | 25 fev 2007 | Mount Lemmon      | Mount Lemmon Survey | Mitidika  | MPC                           |
| 278185           | 2007 DE99  | 25 fev 2007 | Mount Lemmon      | Mount Lemmon Survey | —         | MPC                           |
| 278186           | 2007 DB106 | 23 fev 2007 | Mount Lemmon      | Mount Lemmon Survey | —         | MPC                           |
| 278187           | 2007 DT110 | 21 fev 2007 | Kitt Peak         | Spacewatch          | Mitidika  | MPC                           |
| 278188           | 2007 DW110 | 22 fev 2007 | Kitt Peak         | Spacewatch          | —         | MPC                           |
| 278189           | 2007 DO114 | 26 fev 2007 | Mount Lemmon      | Mount Lemmon Survey | —         | MPC                           |
| 278190           | 2007 EP1   | 9 mar 2007  | Kitt Peak         | Spacewatch          | —         | MPC                           |
| 278191           | 2007 EH2   | 9 mar 2007  | Kitt Peak         | Spacewatch          | —         | MPC                           |
| 278192           | 2007 ED4   | 9 mar 2007  | Kitt Peak         | Spacewatch          | —         | MPC                           |
| 278193           | 2007 EF4   | 9 mar 2007  | Palomar           | NEAT                | —         | MPC                           |
| 278194           | 2007 EC11  | 9 mar 2007  | Kitt Peak         | Spacewatch          | Mitidika  | MPC                           |
| 278195           | 2007 ET11  | 9 mar 2007  | Palomar           | NEAT                | —         | MPC                           |
| 278196           | 2007 EJ12  | 9 mar 2007  | Palomar           | NEAT                | —         | MPC                           |
| 278197 Touvron   | 2007 EL12  | 9 mar 2007  | Nogales           | J.-C. Merlin        | —         | MPC                           |
| 278198           | 2007 EO12  | 9 mar 2007  | Goodricke-Pigott  | R. A. Tucker        | Mitidika  | MPC                           |
| 278199           | 2007 EU22  | 10 mar 2007 | Mount Lemmon      | Mount Lemmon Survey | —         | MPC                           |
| 278200 Olegpopov | 2007 EV26  | 11 mar 2007 | Wildberg          | R. Apitzsch         | —         | MPC                           |

## 278201–278300
| Designação         | Designação | Descoberta  | Descoberta    | Descobridor(es)     | Categoria | Mais informações / Referência |
| Permanente         | Provisória | Data        | Local         | Descobridor(es)     | Categoria | Mais informações / Referência |
| ------------------ | ---------- | ----------- | ------------- | ------------------- | --------- | ----------------------------- |
| 278201             | 2007 EL30  | 9 mar 2007  | Palomar       | NEAT                | —         | MPC                           |
| 278202             | 2007 EP30  | 10 mar 2007 | Kitt Peak     | Spacewatch          | —         | MPC                           |
| 278203             | 2007 EY30  | 10 mar 2007 | Kitt Peak     | Spacewatch          | —         | MPC                           |
| 278204             | 2007 EH34  | 10 mar 2007 | Eskridge      | G. Hug              | —         | MPC                           |
| 278205             | 2007 EJ34  | 10 mar 2007 | Eskridge      | G. Hug              | —         | MPC                           |
| 278206             | 2007 EM34  | 10 mar 2007 | Palomar       | NEAT                | —         | MPC                           |
| 278207             | 2007 EN36  | 11 mar 2007 | Kitt Peak     | Spacewatch          | —         | MPC                           |
| 278208             | 2007 ED37  | 11 mar 2007 | Mount Lemmon  | Mount Lemmon Survey | —         | MPC                           |
| 278209             | 2007 ES37  | 11 mar 2007 | Mount Lemmon  | Mount Lemmon Survey | —         | MPC                           |
| 278210             | 2007 EQ38  | 11 mar 2007 | Kitt Peak     | Spacewatch          | —         | MPC                           |
| 278211             | 2007 EX38  | 11 mar 2007 | Vicques       | M. Ory              | —         | MPC                           |
| 278212             | 2007 EG42  | 9 mar 2007  | Kitt Peak     | Spacewatch          | —         | MPC                           |
| 278213             | 2007 EL42  | 9 mar 2007  | Kitt Peak     | Spacewatch          | —         | MPC                           |
| 278214             | 2007 EX42  | 9 mar 2007  | Kitt Peak     | Spacewatch          | —         | MPC                           |
| 278215             | 2007 EF44  | 9 mar 2007  | Kitt Peak     | Spacewatch          | —         | MPC                           |
| 278216             | 2007 EG47  | 9 mar 2007  | Kitt Peak     | Spacewatch          | Mitidika  | MPC                           |
| 278217             | 2007 EK54  | 12 mar 2007 | Kitt Peak     | Spacewatch          | —         | MPC                           |
| 278218             | 2007 EZ64  | 10 mar 2007 | Kitt Peak     | Spacewatch          | —         | MPC                           |
| 278219             | 2007 EM68  | 10 mar 2007 | Palomar       | NEAT                | —         | MPC                           |
| 278220             | 2007 EU72  | 10 mar 2007 | Kitt Peak     | Spacewatch          | Phocaea   | MPC                           |
| 278221             | 2007 ES78  | 10 mar 2007 | Palomar       | NEAT                | —         | MPC                           |
| 278222             | 2007 ED80  | 10 mar 2007 | Palomar       | NEAT                | —         | MPC                           |
| 278223             | 2007 EJ81  | 11 mar 2007 | Kitt Peak     | Spacewatch          | —         | MPC                           |
| 278224             | 2007 EL85  | 12 mar 2007 | Kitt Peak     | Spacewatch          | —         | MPC                           |
| 278225 Didierpelat | 2007 EY87  | 12 mar 2007 | Saint-Sulpice | B. Christophe       | —         | MPC                           |
| 278226             | 2007 EX89  | 9 mar 2007  | Mount Lemmon  | Mount Lemmon Survey | —         | MPC                           |
| 278227             | 2007 EX95  | 10 mar 2007 | Mount Lemmon  | Mount Lemmon Survey | —         | MPC                           |
| 278228             | 2007 EN98  | 11 mar 2007 | Kitt Peak     | Spacewatch          | —         | MPC                           |
| 278229             | 2007 EV99  | 11 mar 2007 | Kitt Peak     | Spacewatch          | —         | MPC                           |
| 278230             | 2007 EM108 | 11 mar 2007 | Kitt Peak     | Spacewatch          | —         | MPC                           |
| 278231             | 2007 EB109 | 11 mar 2007 | Kitt Peak     | Spacewatch          | —         | MPC                           |
| 278232             | 2007 EZ109 | 11 mar 2007 | Kitt Peak     | Spacewatch          | —         | MPC                           |
| 278233             | 2007 ES114 | 13 mar 2007 | Mount Lemmon  | Mount Lemmon Survey | —         | MPC                           |
| 278234             | 2007 EE115 | 13 mar 2007 | Mount Lemmon  | Mount Lemmon Survey | —         | MPC                           |
| 278235             | 2007 EW119 | 13 mar 2007 | Mount Lemmon  | Mount Lemmon Survey | —         | MPC                           |
| 278236             | 2007 EX124 | 14 mar 2007 | Mount Lemmon  | Mount Lemmon Survey | —         | MPC                           |
| 278237             | 2007 EY125 | 10 mar 2007 | Palomar       | NEAT                | —         | MPC                           |
| 278238             | 2007 EJ139 | 12 mar 2007 | Kitt Peak     | Spacewatch          | —         | MPC                           |
| 278239             | 2007 EL140 | 12 mar 2007 | Mount Lemmon  | Mount Lemmon Survey | —         | MPC                           |
| 278240             | 2007 EW140 | 12 mar 2007 | Kitt Peak     | Spacewatch          | —         | MPC                           |
| 278241             | 2007 EL144 | 12 mar 2007 | Mount Lemmon  | Mount Lemmon Survey | —         | MPC                           |
| 278242             | 2007 EN149 | 12 mar 2007 | Mount Lemmon  | Mount Lemmon Survey | —         | MPC                           |
| 278243             | 2007 EW149 | 12 mar 2007 | Mount Lemmon  | Mount Lemmon Survey | —         | MPC                           |
| 278244             | 2007 ED150 | 12 mar 2007 | Mount Lemmon  | Mount Lemmon Survey | Ursula    | MPC                           |
| 278245             | 2007 ED152 | 12 mar 2007 | Mount Lemmon  | Mount Lemmon Survey | —         | MPC                           |
| 278246             | 2007 EP155 | 12 mar 2007 | Kitt Peak     | Spacewatch          | —         | MPC                           |
| 278247             | 2007 EA167 | 11 mar 2007 | Kitt Peak     | Spacewatch          | Phocaea   | MPC                           |
| 278248             | 2007 EZ167 | 13 mar 2007 | Kitt Peak     | Spacewatch          | —         | MPC                           |
| 278249             | 2007 EH168 | 13 mar 2007 | Kitt Peak     | Spacewatch          | —         | MPC                           |
| 278250             | 2007 EM170 | 15 mar 2007 | Kitt Peak     | Spacewatch          | —         | MPC                           |
| 278251             | 2007 EF177 | 14 mar 2007 | Catalina      | CSS                 | —         | MPC                           |
| 278252             | 2007 EX189 | 13 mar 2007 | Mount Lemmon  | Mount Lemmon Survey | —         | MPC                           |
| 278253             | 2007 EP190 | 13 mar 2007 | Mount Lemmon  | Mount Lemmon Survey | —         | MPC                           |
| 278254             | 2007 EN191 | 13 mar 2007 | Kitt Peak     | Spacewatch          | —         | MPC                           |
| 278255             | 2007 EF203 | 10 mar 2007 | Palomar       | NEAT                | —         | MPC                           |
| 278256             | 2007 EB212 | 8 mar 2007  | Palomar       | NEAT                | —         | MPC                           |
| 278257             | 2007 EW213 | 10 mar 2007 | Mount Lemmon  | Mount Lemmon Survey | —         | MPC                           |
| 278258             | 2007 EH214 | 10 mar 2007 | Mount Lemmon  | Mount Lemmon Survey | —         | MPC                           |
| 278259             | 2007 ER216 | 14 mar 2007 | Catalina      | CSS                 | Eos       | MPC                           |
| 278260             | 2007 ED221 | 13 mar 2007 | Kitt Peak     | Spacewatch          | —         | MPC                           |
| 278261             | 2007 EL221 | 15 mar 2007 | Kitt Peak     | Spacewatch          | —         | MPC                           |
| 278262             | 2007 ET221 | 15 mar 2007 | Kitt Peak     | Spacewatch          | Mitidika  | MPC                           |
| 278263             | 2007 FQ7   | 16 mar 2007 | Mount Lemmon  | Mount Lemmon Survey | —         | MPC                           |
| 278264             | 2007 FN20  | 16 mar 2007 | Mount Lemmon  | Mount Lemmon Survey | —         | MPC                           |
| 278265             | 2007 FF23  | 20 mar 2007 | Kitt Peak     | Spacewatch          | —         | MPC                           |
| 278266             | 2007 FV30  | 20 mar 2007 | Mount Lemmon  | Mount Lemmon Survey | —         | MPC                           |
| 278267             | 2007 FY30  | 20 mar 2007 | Mount Lemmon  | Mount Lemmon Survey | —         | MPC                           |
| 278268             | 2007 FK32  | 20 mar 2007 | Kitt Peak     | Spacewatch          | —         | MPC                           |
| 278269             | 2007 FD34  | 25 mar 2007 | Mount Lemmon  | Mount Lemmon Survey | —         | MPC                           |
| 278270             | 2007 FE36  | 26 mar 2007 | Mount Lemmon  | Mount Lemmon Survey | —         | MPC                           |
| 278271             | 2007 FT37  | 26 mar 2007 | Mount Lemmon  | Mount Lemmon Survey | —         | MPC                           |
| 278272             | 2007 FS46  | 29 mar 2007 | Palomar       | NEAT                | —         | MPC                           |
| 278273             | 2007 FR47  | 26 mar 2007 | Kitt Peak     | Spacewatch          | —         | MPC                           |
| 278274             | 2007 FU49  | 25 mar 2007 | Mount Lemmon  | Mount Lemmon Survey | —         | MPC                           |
| 278275             | 2007 GF2   | 10 abr 2007 | Altschwendt   | W. Ries             | —         | MPC                           |
| 278276             | 2007 GF10  | 11 abr 2007 | Kitt Peak     | Spacewatch          | —         | MPC                           |
| 278277             | 2007 GO17  | 11 abr 2007 | Kitt Peak     | Spacewatch          | —         | MPC                           |
| 278278             | 2007 GT17  | 11 abr 2007 | Kitt Peak     | Spacewatch          | —         | MPC                           |
| 278279             | 2007 GV19  | 11 abr 2007 | Kitt Peak     | Spacewatch          | —         | MPC                           |
| 278280             | 2007 GF23  | 11 abr 2007 | Mount Lemmon  | Mount Lemmon Survey | —         | MPC                           |
| 278281             | 2007 GM24  | 11 abr 2007 | Kitt Peak     | Spacewatch          | —         | MPC                           |
| 278282             | 2007 GC27  | 14 abr 2007 | Kitt Peak     | Spacewatch          | —         | MPC                           |
| 278283             | 2007 GO27  | 15 abr 2007 | Vicques       | M. Ory              | —         | MPC                           |
| 278284             | 2007 GE28  | 15 abr 2007 | Catalina      | CSS                 | —         | MPC                           |
| 278285             | 2007 GP33  | 11 abr 2007 | Mount Lemmon  | Mount Lemmon Survey | —         | MPC                           |
| 278286             | 2007 GZ36  | 14 abr 2007 | Kitt Peak     | Spacewatch          | —         | MPC                           |
| 278287             | 2007 GZ38  | 14 abr 2007 | Kitt Peak     | Spacewatch          | —         | MPC                           |
| 278288             | 2007 GS42  | 14 abr 2007 | Kitt Peak     | Spacewatch          | —         | MPC                           |
| 278289             | 2007 GN44  | 14 abr 2007 | Kitt Peak     | Spacewatch          | —         | MPC                           |
| 278290             | 2007 GU47  | 14 abr 2007 | Mount Lemmon  | Mount Lemmon Survey | Phocaea   | MPC                           |
| 278291             | 2007 GF50  | 14 mar 2007 | Catalina      | CSS                 | —         | MPC                           |
| 278292             | 2007 GT50  | 15 abr 2007 | Socorro       | LINEAR              | —         | MPC                           |
| 278293             | 2007 GG51  | 15 abr 2007 | Kitt Peak     | Spacewatch          | —         | MPC                           |
| 278294             | 2007 GS51  | 14 abr 2007 | Kitt Peak     | Spacewatch          | —         | MPC                           |
| 278295             | 2007 GX60  | 15 abr 2007 | Kitt Peak     | Spacewatch          | —         | MPC                           |
| 278296             | 2007 GL61  | 15 abr 2007 | Kitt Peak     | Spacewatch          | —         | MPC                           |
| 278297             | 2007 GT63  | 15 abr 2007 | Kitt Peak     | Spacewatch          | —         | MPC                           |
| 278298             | 2007 GU63  | 15 abr 2007 | Kitt Peak     | Spacewatch          | —         | MPC                           |
| 278299             | 2007 GB64  | 15 abr 2007 | Kitt Peak     | Spacewatch          | —         | MPC                           |
| 278300             | 2007 GB65  | 15 abr 2007 | Kitt Peak     | Spacewatch          | —         | MPC                           |

## 278301–278400
| Designação        | Designação | Descoberta  | Descoberta        | Descobridor(es)       | Categoria | Mais informações / Referência |
| Permanente        | Provisória | Data        | Local             | Descobridor(es)       | Categoria | Mais informações / Referência |
| ----------------- | ---------- | ----------- | ----------------- | --------------------- | --------- | ----------------------------- |
| 278301            | 2007 GZ76  | 15 abr 2007 | Catalina          | CSS                   | —         | MPC                           |
| 278302            | 2007 GO77  | 11 abr 2007 | Kitt Peak         | Spacewatch            | —         | MPC                           |
| 278303            | 2007 HY    | 17 abr 2007 | Vicques           | M. Ory                | —         | MPC                           |
| 278304            | 2007 HD8   | 18 abr 2007 | Mount Lemmon      | Mount Lemmon Survey   | —         | MPC                           |
| 278305            | 2007 HX9   | 18 abr 2007 | Mount Lemmon      | Mount Lemmon Survey   | —         | MPC                           |
| 278306            | 2007 HG11  | 18 abr 2007 | Kitt Peak         | Spacewatch            | —         | MPC                           |
| 278307            | 2007 HS12  | 16 abr 2007 | Mount Lemmon      | Mount Lemmon Survey   | Mitidika  | MPC                           |
| 278308            | 2007 HZ12  | 16 abr 2007 | Catalina          | CSS                   | Phocaea   | MPC                           |
| 278309            | 2007 HP15  | 19 abr 2007 | Mayhill           | A. Lowe               | —         | MPC                           |
| 278310            | 2007 HH17  | 16 abr 2007 | Catalina          | CSS                   | —         | MPC                           |
| 278311            | 2007 HA19  | 18 abr 2007 | Mount Lemmon      | Mount Lemmon Survey   | Mitidika  | MPC                           |
| 278312            | 2007 HP19  | 18 abr 2007 | Kitt Peak         | Spacewatch            | —         | MPC                           |
| 278313            | 2007 HS23  | 18 abr 2007 | Kitt Peak         | Spacewatch            | —         | MPC                           |
| 278314            | 2007 HP25  | 18 abr 2007 | Mount Lemmon      | Mount Lemmon Survey   | —         | MPC                           |
| 278315            | 2007 HY25  | 18 abr 2007 | Kitt Peak         | Spacewatch            | —         | MPC                           |
| 278316            | 2007 HP27  | 18 abr 2007 | Kitt Peak         | Spacewatch            | —         | MPC                           |
| 278317            | 2007 HV33  | 19 abr 2007 | Kitt Peak         | Spacewatch            | —         | MPC                           |
| 278318            | 2007 HR39  | 20 abr 2007 | Mount Lemmon      | Mount Lemmon Survey   | —         | MPC                           |
| 278319            | 2007 HG40  | 20 abr 2007 | Mount Lemmon      | Mount Lemmon Survey   | Themis    | MPC                           |
| 278320            | 2007 HT45  | 18 abr 2007 | Kitt Peak         | Spacewatch            | —         | MPC                           |
| 278321            | 2007 HY45  | 19 abr 2007 | Anderson Mesa     | LONEOS                | —         | MPC                           |
| 278322            | 2007 HT46  | 20 abr 2007 | Kitt Peak         | Spacewatch            | —         | MPC                           |
| 278323            | 2007 HU47  | 20 abr 2007 | Kitt Peak         | Spacewatch            | —         | MPC                           |
| 278324            | 2007 HX51  | 20 abr 2007 | Kitt Peak         | Spacewatch            | Meliboea  | MPC                           |
| 278325            | 2007 HB54  | 15 abr 2007 | Catalina          | CSS                   | —         | MPC                           |
| 278326            | 2007 HX54  | 22 abr 2007 | Kitt Peak         | Spacewatch            | —         | MPC                           |
| 278327            | 2007 HA59  | 24 abr 2007 | Kitt Peak         | Spacewatch            | —         | MPC                           |
| 278328            | 2007 HX60  | 20 abr 2007 | Socorro           | LINEAR                | —         | MPC                           |
| 278329            | 2007 HJ66  | 22 abr 2007 | Mount Lemmon      | Mount Lemmon Survey   | —         | MPC                           |
| 278330            | 2007 HN66  | 22 abr 2007 | Mount Lemmon      | Mount Lemmon Survey   | —         | MPC                           |
| 278331            | 2007 HY68  | 23 abr 2007 | Siding Spring     | SSS                   | —         | MPC                           |
| 278332            | 2007 HL69  | 24 abr 2007 | Kitt Peak         | Spacewatch            | —         | MPC                           |
| 278333            | 2007 HK77  | 23 abr 2007 | Kitt Peak         | Spacewatch            | —         | MPC                           |
| 278334            | 2007 HQ79  | 23 abr 2007 | Mount Lemmon      | Mount Lemmon Survey   | Phocaea   | MPC                           |
| 278335            | 2007 HW79  | 24 abr 2007 | Kitt Peak         | Spacewatch            | —         | MPC                           |
| 278336            | 2007 HO84  | 22 abr 2007 | Mount Lemmon      | Mount Lemmon Survey   | —         | MPC                           |
| 278337            | 2007 HT87  | 25 abr 2007 | Kitt Peak         | Spacewatch            | —         | MPC                           |
| 278338            | 2007 HQ90  | 22 abr 2007 | Catalina Station  | Catalina Stn.         | Mitidika  | MPC                           |
| 278339            | 2007 HF91  | 18 abr 2007 | Mount Lemmon      | Mount Lemmon Survey   | —         | MPC                           |
| 278340            | 2007 HS97  | 22 abr 2007 | Mount Lemmon      | Mount Lemmon Survey   | —         | MPC                           |
| 278341            | 2007 JH    | 7 mai 2007  | Mount Lemmon      | Mount Lemmon Survey   | —         | MPC                           |
| 278342            | 2007 JS    | 7 mai 2007  | Mount Lemmon      | Mount Lemmon Survey   | —         | MPC                           |
| 278343            | 2007 JU    | 7 mai 2007  | Mount Lemmon      | Mount Lemmon Survey   | —         | MPC                           |
| 278344            | 2007 JV1   | 7 mai 2007  | Catalina          | CSS                   | —         | MPC                           |
| 278345            | 2007 JA3   | 6 mai 2007  | Bergisch Gladbach | W. Bickel             | —         | MPC                           |
| 278346            | 2007 JK4   | 7 mai 2007  | Catalina          | CSS                   | Phocaea   | MPC                           |
| 278347            | 2007 JW10  | 7 mai 2007  | Kitt Peak         | Spacewatch            | —         | MPC                           |
| 278348            | 2007 JH13  | 8 mai 2007  | Kitt Peak         | Spacewatch            | —         | MPC                           |
| 278349            | 2007 JV16  | 7 mai 2007  | Kitt Peak         | Spacewatch            | —         | MPC                           |
| 278350            | 2007 JL18  | 9 mai 2007  | Kitt Peak         | Spacewatch            | —         | MPC                           |
| 278351            | 2007 JX22  | 11 mai 2007 | Lulin             | LUSS                  | —         | MPC                           |
| 278352            | 2007 JL23  | 7 mai 2007  | Catalina          | CSS                   | —         | MPC                           |
| 278353            | 2007 JL24  | 9 mai 2007  | Kitt Peak         | Spacewatch            | —         | MPC                           |
| 278354            | 2007 JO24  | 9 mai 2007  | Kitt Peak         | Spacewatch            | —         | MPC                           |
| 278355            | 2007 JF26  | 9 mai 2007  | Kitt Peak         | Spacewatch            | —         | MPC                           |
| 278356            | 2007 JZ26  | 9 mai 2007  | Kitt Peak         | Spacewatch            | —         | MPC                           |
| 278357            | 2007 JD29  | 10 mai 2007 | Mount Lemmon      | Mount Lemmon Survey   | —         | MPC                           |
| 278358            | 2007 JH32  | 12 mai 2007 | Kitt Peak         | Spacewatch            | —         | MPC                           |
| 278359            | 2007 JT37  | 12 mai 2007 | Mount Lemmon      | Mount Lemmon Survey   | —         | MPC                           |
| 278360            | 2007 JU40  | 12 mai 2007 | Purple Mountain   | PMO NEO               | —         | MPC                           |
| 278361            | 2007 JJ43  | 14 mai 2007 | Palomar           | Palomar Obs.          | —         | MPC                           |
| 278362            | 2007 KZ1   | 18 mai 2007 | Tiki              | S. F. Hönig, N. Teamo | —         | MPC                           |
| 278363            | 2007 KE2   | 18 mai 2007 | Pla D'Arguines    | R. Ferrando           | —         | MPC                           |
| 278364            | 2007 KL3   | 22 mai 2007 | Tiki              | S. F. Hönig, N. Teamo | —         | MPC                           |
| 278365            | 2007 KR7   | 16 mai 2007 | Purple Mountain   | PMO NEO               | —         | MPC                           |
| 278366            | 2007 KJ8   | 21 mai 2007 | Anderson Mesa     | LONEOS                | —         | MPC                           |
| 278367            | 2007 KP9   | 16 mai 2007 | Kitt Peak         | Spacewatch            | —         | MPC                           |
| 278368            | 2007 LU1   | 7 jun 2007  | Kitt Peak         | Spacewatch            | —         | MPC                           |
| 278369            | 2007 LF5   | 9 jun 2007  | Kitt Peak         | Spacewatch            | —         | MPC                           |
| 278370            | 2007 LU5   | 7 jun 2007  | Kitt Peak         | Spacewatch            | —         | MPC                           |
| 278371            | 2007 LK7   | 8 jun 2007  | Kitt Peak         | Spacewatch            | —         | MPC                           |
| 278372            | 2007 LP7   | 8 jun 2007  | Catalina          | CSS                   | —         | MPC                           |
| 278373            | 2007 LU8   | 9 jun 2007  | Kitt Peak         | Spacewatch            | —         | MPC                           |
| 278374            | 2007 LO9   | 8 jun 2007  | Kitt Peak         | Spacewatch            | —         | MPC                           |
| 278375            | 2007 LJ10  | 9 jun 2007  | Kitt Peak         | Spacewatch            | —         | MPC                           |
| 278376            | 2007 LZ16  | 10 jun 2007 | Kitt Peak         | Spacewatch            | —         | MPC                           |
| 278377            | 2007 LJ20  | 9 jun 2007  | Kitt Peak         | Spacewatch            | —         | MPC                           |
| 278378            | 2007 LD24  | 14 jun 2007 | Kitt Peak         | Spacewatch            | Brangane  | MPC                           |
| 278379            | 2007 LU26  | 14 jun 2007 | Kitt Peak         | Spacewatch            | —         | MPC                           |
| 278380            | 2007 LU28  | 15 jun 2007 | Kitt Peak         | Spacewatch            | —         | MPC                           |
| 278381            | 2007 MR    | 18 jun 2007 | Catalina          | CSS                   | —         | MPC                           |
| 278382            | 2007 MO7   | 18 jun 2007 | Kitt Peak         | Spacewatch            | —         | MPC                           |
| 278383            | 2007 MN16  | 22 jun 2007 | Kitt Peak         | Spacewatch            | —         | MPC                           |
| 278384 Mudanjiang | 2007 MV20  | 24 jun 2007 | Lulin Observatory | Q.-z. Ye, H.-C. Lin   | —         | MPC                           |
| 278385            | 2007 MA24  | 24 jun 2007 | Catalina          | CSS                   | —         | MPC                           |
| 278386 Sofivanna  | 2007 NK2   | 13 jul 2007 | Andrushivka       | Andrushivka Obs.      | —         | MPC                           |
| 278387            | 2007 OM    | 17 jul 2007 | La Sagra          | Mallorca Obs.         | —         | MPC                           |
| 278388            | 2007 OV1   | 18 jul 2007 | Reedy Creek       | J. Broughton          | —         | MPC                           |
| 278389            | 2007 PZ9   | 8 ago 2007  | Socorro           | LINEAR                | —         | MPC                           |
| 278390            | 2007 PK11  | 9 ago 2007  | Kitt Peak         | Spacewatch            | —         | MPC                           |
| 278391            | 2007 PL14  | 8 ago 2007  | Socorro           | LINEAR                | —         | MPC                           |
| 278392            | 2007 PN25  | 13 ago 2007 | Bisei SG Center   | BATTeRS               | —         | MPC                           |
| 278393            | 2007 PS26  | 11 ago 2007 | Bergisch Gladbac  | W. Bickel             | —         | MPC                           |
| 278394            | 2007 PB30  | 10 ago 2007 | Kitt Peak         | Spacewatch            | —         | MPC                           |
| 278395            | 2007 PP38  | 14 ago 2007 | Siding Spring     | SSS                   | —         | MPC                           |
| 278396            | 2007 PD47  | 10 ago 2007 | Kitt Peak         | Spacewatch            | Brangane  | MPC                           |
| 278397            | 2007 QZ1   | 18 ago 2007 | La Sagra          | Mallorca Obs.         | —         | MPC                           |
| 278398            | 2007 QF5   | 26 ago 2007 | Wildberg          | R. Apitzsch           | Brangane  | MPC                           |
| 278399            | 2007 QJ7   | 21 ago 2007 | Anderson Mesa     | LONEOS                | —         | MPC                           |
| 278400            | 2007 QL8   | 21 ago 2007 | Anderson Mesa     | LONEOS                | —         | MPC                           |

## 278401–278500
| Designação     | Designação | Descoberta  | Descoberta           | Descobridor(es)     | Categoria | Mais informações / Referência |
| Permanente     | Provisória | Data        | Local                | Descobridor(es)     | Categoria | Mais informações / Referência |
| -------------- | ---------- | ----------- | -------------------- | ------------------- | --------- | ----------------------------- |
| 278401         | 2007 QD10  | 22 ago 2007 | Socorro              | LINEAR              | —         | MPC                           |
| 278402         | 2007 QA13  | 18 ago 2007 | Mayhill              | A. Lowe             | —         | MPC                           |
| 278403         | 2007 QT16  | 21 ago 2007 | Anderson Mesa        | LONEOS              | —         | MPC                           |
| 278404         | 2007 QH17  | 23 ago 2007 | Kitt Peak            | Spacewatch          | —         | MPC                           |
| 278405         | 2007 RA6   | 5 set 2007  | Dauban               | Chante-Perdrix Obs. | —         | MPC                           |
| 278406         | 2007 RV6   | 6 set 2007  | Pla D'Arguines       | R. Ferrando         | —         | MPC                           |
| 278407         | 2007 RC7   | 6 set 2007  | Dauban               | Chante-Perdrix Obs. | —         | MPC                           |
| 278408         | 2007 RC22  | 3 set 2007  | Catalina             | CSS                 | —         | MPC                           |
| 278409         | 2007 RJ33  | 5 set 2007  | Catalina             | CSS                 | —         | MPC                           |
| 278410         | 2007 RV38  | 8 set 2007  | Anderson Mesa        | LONEOS              | —         | MPC                           |
| 278411         | 2007 RX42  | 9 set 2007  | Kitt Peak            | Spacewatch          | —         | MPC                           |
| 278412         | 2007 RQ46  | 9 set 2007  | Kitt Peak            | Spacewatch          | —         | MPC                           |
| 278413         | 2007 RH48  | 9 set 2007  | Mount Lemmon         | Mount Lemmon Survey | —         | MPC                           |
| 278414         | 2007 RG56  | 9 set 2007  | Kitt Peak            | Spacewatch          | —         | MPC                           |
| 278415         | 2007 RF103 | 11 set 2007 | Catalina             | CSS                 | —         | MPC                           |
| 278416         | 2007 RP134 | 12 set 2007 | Catalina             | CSS                 | —         | MPC                           |
| 278417         | 2007 RR146 | 14 set 2007 | Taunus               | E. Schwab, R. Kling | Brangane  | MPC                           |
| 278418         | 2007 RA155 | 10 set 2007 | Mount Lemmon         | Mount Lemmon Survey | Ursula    | MPC                           |
| 278419         | 2007 RH157 | 11 set 2007 | Mount Lemmon         | Mount Lemmon Survey | —         | MPC                           |
| 278420         | 2007 RY167 | 10 set 2007 | Kitt Peak            | Spacewatch          | Brangane  | MPC                           |
| 278421         | 2007 RA205 | 9 set 2007  | Kitt Peak            | Spacewatch          | Ursula    | MPC                           |
| 278422         | 2007 RT208 | 10 set 2007 | Kitt Peak            | Spacewatch          | Brangane  | MPC                           |
| 278423         | 2007 RP210 | 11 set 2007 | Kitt Peak            | Spacewatch          | —         | MPC                           |
| 278424         | 2007 RH217 | 13 set 2007 | Mount Lemmon         | Mount Lemmon Survey | —         | MPC                           |
| 278425         | 2007 RY218 | 14 set 2007 | Mount Lemmon         | Mount Lemmon Survey | —         | MPC                           |
| 278426         | 2007 RQ228 | 11 set 2007 | Mount Lemmon         | Mount Lemmon Survey | —         | MPC                           |
| 278427         | 2007 RD239 | 14 set 2007 | Catalina             | CSS                 | —         | MPC                           |
| 278428         | 2007 RW257 | 14 set 2007 | Mount Lemmon         | Mount Lemmon Survey | —         | MPC                           |
| 278429         | 2007 RG266 | 15 set 2007 | Anderson Mesa        | LONEOS              | —         | MPC                           |
| 278430         | 2007 RC270 | 15 set 2007 | Mount Lemmon         | Mount Lemmon Survey | —         | MPC                           |
| 278431         | 2007 RD271 | 15 set 2007 | Kitt Peak            | Spacewatch          | —         | MPC                           |
| 278432         | 2007 RS275 | 9 set 2007  | Siding Spring        | SSS                 | —         | MPC                           |
| 278433         | 2007 RT275 | 9 set 2007  | Siding Spring        | SSS                 | —         | MPC                           |
| 278434         | 2007 RU275 | 9 set 2007  | Siding Spring        | SSS                 | —         | MPC                           |
| 278435         | 2007 RT281 | 14 set 2007 | Catalina             | CSS                 | Brangane  | MPC                           |
| 278436         | 2007 RQ283 | 13 set 2007 | Kitt Peak            | Spacewatch          | —         | MPC                           |
| 278437         | 2007 RT284 | 12 set 2007 | Anderson Mesa        | LONEOS              | —         | MPC                           |
| 278438         | 2007 RS286 | 4 set 2007  | Mount Lemmon         | Mount Lemmon Survey | Brangane  | MPC                           |
| 278439         | 2007 RU286 | 4 set 2007  | Mount Lemmon         | Mount Lemmon Survey | —         | MPC                           |
| 278440         | 2007 RF308 | 11 set 2007 | Kitt Peak            | Spacewatch          | —         | MPC                           |
| 278441         | 2007 RJ312 | 12 set 2007 | Catalina             | CSS                 | —         | MPC                           |
| 278442         | 2007 RJ323 | 15 set 2007 | Kitt Peak            | Spacewatch          | —         | MPC                           |
| 278443         | 2007 SG1   | 18 set 2007 | Dauban               | Chante-Perdrix Obs. | —         | MPC                           |
| 278444         | 2007 SJ4   | 16 set 2007 | Tiki                 | N. Teamo            | —         | MPC                           |
| 278445         | 2007 SL12  | 18 set 2007 | Anderson Mesa        | LONEOS              | Brangane  | MPC                           |
| 278446         | 2007 SA16  | 30 set 2007 | Kitt Peak            | Spacewatch          | —         | MPC                           |
| 278447 Saviano | 2007 TH    | 2 out 2007  | Vallemare di Borbona | V. S. Casulli       | —         | MPC                           |
| 278448         | 2007 TX2   | 3 out 2007  | 7300 Observatory     | W. K. Y. Yeung      | —         | MPC                           |
| 278449         | 2007 TS5   | 6 out 2007  | Socorro              | LINEAR              | —         | MPC                           |
| 278450         | 2007 TR6   | 6 out 2007  | La Sagra             | Mallorca Obs.       | —         | MPC                           |
| 278451         | 2007 TO22  | 9 out 2007  | Goodricke-Pigott     | R. A. Tucker        | —         | MPC                           |
| 278452         | 2007 TD31  | 4 out 2007  | Kitt Peak            | Spacewatch          | —         | MPC                           |
| 278453         | 2007 TY31  | 5 out 2007  | Purple Mountain      | PMO NEO             | —         | MPC                           |
| 278454         | 2007 TN84  | 8 out 2007  | Catalina             | CSS                 | —         | MPC                           |
| 278455         | 2007 TV85  | 8 out 2007  | Mount Lemmon         | Mount Lemmon Survey | —         | MPC                           |
| 278456         | 2007 TH94  | 7 out 2007  | Catalina             | CSS                 | Ursula    | MPC                           |
| 278457         | 2007 TO110 | 8 out 2007  | Catalina             | CSS                 | —         | MPC                           |
| 278458         | 2007 TA111 | 8 out 2007  | Catalina             | CSS                 | —         | MPC                           |
| 278459         | 2007 TF125 | 6 out 2007  | Kitt Peak            | Spacewatch          | —         | MPC                           |
| 278460         | 2007 TG129 | 6 out 2007  | Kitt Peak            | Spacewatch          | —         | MPC                           |
| 278461         | 2007 TJ139 | 9 out 2007  | Kitt Peak            | Spacewatch          | —         | MPC                           |
| 278462         | 2007 TD160 | 9 out 2007  | Socorro              | LINEAR              | —         | MPC                           |
| 278463         | 2007 TJ161 | 11 out 2007 | Socorro              | LINEAR              | Brangane  | MPC                           |
| 278464         | 2007 TB164 | 11 out 2007 | Socorro              | LINEAR              | —         | MPC                           |
| 278465         | 2007 TQ166 | 12 out 2007 | Socorro              | LINEAR              | —         | MPC                           |
| 278466         | 2007 TS168 | 12 out 2007 | Socorro              | LINEAR              | —         | MPC                           |
| 278467         | 2007 TE190 | 4 out 2007  | Mount Lemmon         | Mount Lemmon Survey | —         | MPC                           |
| 278468         | 2007 TP208 | 10 out 2007 | Catalina             | CSS                 | —         | MPC                           |
| 278469         | 2007 TA225 | 11 out 2007 | Catalina             | CSS                 | —         | MPC                           |
| 278470         | 2007 TN225 | 5 out 2007  | Kitt Peak            | Spacewatch          | —         | MPC                           |
| 278471         | 2007 TF242 | 8 out 2007  | Catalina             | CSS                 | —         | MPC                           |
| 278472         | 2007 TX251 | 12 out 2007 | Anderson Mesa        | LONEOS              | —         | MPC                           |
| 278473         | 2007 TS269 | 9 out 2007  | Kitt Peak            | Spacewatch          | —         | MPC                           |
| 278474         | 2007 TS287 | 11 out 2007 | Catalina             | CSS                 | —         | MPC                           |
| 278475         | 2007 TF379 | 13 out 2007 | Catalina             | CSS                 | —         | MPC                           |
| 278476         | 2007 TT405 | 15 out 2007 | Kitt Peak            | Spacewatch          | —         | MPC                           |
| 278477         | 2007 TC413 | 15 out 2007 | Anderson Mesa        | LONEOS              | —         | MPC                           |
| 278478         | 2007 TQ434 | 10 out 2007 | Catalina             | CSS                 | —         | MPC                           |
| 278479         | 2007 TG451 | 15 out 2007 | Mount Lemmon         | Mount Lemmon Survey | —         | MPC                           |
| 278480         | 2007 UU    | 17 out 2007 | Mayhill              | A. Lowe             | —         | MPC                           |
| 278481         | 2007 UK37  | 19 out 2007 | Catalina             | CSS                 | —         | MPC                           |
| 278482         | 2007 UF53  | 21 jun 2006 | Catalina             | CSS                 | —         | MPC                           |
| 278483         | 2007 UA68  | 30 out 2007 | Catalina             | CSS                 | —         | MPC                           |
| 278484         | 2007 UT84  | 30 out 2007 | Kitt Peak            | Spacewatch          | —         | MPC                           |
| 278485         | 2007 UV95  | 30 out 2007 | Mount Lemmon         | Mount Lemmon Survey | —         | MPC                           |
| 278486         | 2007 UR136 | 19 out 2007 | Catalina             | CSS                 | —         | MPC                           |
| 278487         | 2007 VX65  | 2 nov 2007  | Mount Lemmon         | Mount Lemmon Survey | —         | MPC                           |
| 278488         | 2007 VW73  | 3 nov 2007  | Kitt Peak            | Spacewatch          | —         | MPC                           |
| 278489         | 2007 VU88  | 3 nov 2007  | Socorro              | LINEAR              | —         | MPC                           |
| 278490         | 2007 VL118 | 4 nov 2007  | Mount Lemmon         | Mount Lemmon Survey | —         | MPC                           |
| 278491         | 2007 VQ148 | 5 nov 2007  | Purple Mountain      | PMO NEO             | —         | MPC                           |
| 278492         | 2007 VA238 | 12 nov 2007 | Catalina             | CSS                 | —         | MPC                           |
| 278493         | 2007 VZ251 | 12 nov 2007 | Mount Lemmon         | Mount Lemmon Survey | —         | MPC                           |
| 278494         | 2007 VT252 | 13 nov 2007 | Mount Lemmon         | Mount Lemmon Survey | —         | MPC                           |
| 278495         | 2007 VK332 | 7 nov 2007  | Kitt Peak            | Spacewatch          | —         | MPC                           |
| 278496         | 2007 WV8   | 18 nov 2007 | Socorro              | LINEAR              | —         | MPC                           |
| 278497         | 2007 WV20  | 18 nov 2007 | Mount Lemmon         | Mount Lemmon Survey | —         | MPC                           |
| 278498         | 2007 XW57  | 5 dez 2007  | Kitt Peak            | Spacewatch          | —         | MPC                           |
| 278499         | 2007 YC11  | 17 dez 2007 | Kitt Peak            | Spacewatch          | —         | MPC                           |
| 278500         | 2007 YV54  | 31 dez 2007 | Catalina             | CSS                 | —         | MPC                           |

## 278501–278600
| Designação     | Designação | Descoberta  | Descoberta      | Descobridor(es)           | Categoria | Mais informações / Referência |
| Permanente     | Provisória | Data        | Local           | Descobridor(es)           | Categoria | Mais informações / Referência |
| -------------- | ---------- | ----------- | --------------- | ------------------------- | --------- | ----------------------------- |
| 278501         | 2007 YA56  | 30 dez 2007 | Catalina        | CSS                       | —         | MPC                           |
| 278502         | 2008 AP1   | 6 jan 2008  | La Sagra        | Mallorca Obs.             | —         | MPC                           |
| 278503         | 2008 AN47  | 11 jan 2008 | Kitt Peak       | Spacewatch                | —         | MPC                           |
| 278504         | 2008 AO74  | 11 jan 2008 | Catalina        | CSS                       | —         | MPC                           |
| 278505         | 2008 AS132 | 17 set 1995 | Kitt Peak       | Spacewatch                | Mitidika  | MPC                           |
| 278506         | 2008 BJ20  | 30 jan 2008 | Catalina        | CSS                       | —         | MPC                           |
| 278507         | 2008 BA32  | 30 jan 2008 | Mount Lemmon    | Mount Lemmon Survey       | Mitidika  | MPC                           |
| 278508         | 2008 CU1   | 3 fev 2008  | Bisei SG Center | BATTeRS                   | —         | MPC                           |
| 278509         | 2008 CX12  | 3 fev 2008  | Kitt Peak       | Spacewatch                | —         | MPC                           |
| 278510         | 2008 CT18  | 3 fev 2008  | Kitt Peak       | Spacewatch                | —         | MPC                           |
| 278511         | 2008 CB24  | 1 fev 2008  | Kitt Peak       | Spacewatch                | —         | MPC                           |
| 278512         | 2008 CL39  | 2 fev 2008  | Mount Lemmon    | Mount Lemmon Survey       | —         | MPC                           |
| 278513 Schwope | 2008 CE120 | 14 fev 2008 | Inastars        | B. Thinius                | —         | MPC                           |
| 278514         | 2008 CG180 | 9 fev 2008  | Catalina        | CSS                       | —         | MPC                           |
| 278515         | 2008 CV199 | 13 fev 2008 | Mount Lemmon    | Mount Lemmon Survey       | —         | MPC                           |
| 278516         | 2008 DP21  | 28 fev 2008 | Catalina        | CSS                       | —         | MPC                           |
| 278517         | 2008 DU25  | 29 fev 2008 | Purple Mountain | PMO NEO                   | —         | MPC                           |
| 278518         | 2008 DK32  | 27 fev 2008 | Kitt Peak       | Spacewatch                | —         | MPC                           |
| 278519         | 2008 DC33  | 27 fev 2008 | Kitt Peak       | Spacewatch                | —         | MPC                           |
| 278520         | 2008 DY34  | 27 fev 2008 | Kitt Peak       | Spacewatch                | —         | MPC                           |
| 278521         | 2008 DP36  | 27 fev 2008 | Mount Lemmon    | Mount Lemmon Survey       | —         | MPC                           |
| 278522         | 2008 DW46  | 28 fev 2008 | Kitt Peak       | Spacewatch                | —         | MPC                           |
| 278523         | 2008 DY46  | 28 fev 2008 | Kitt Peak       | Spacewatch                | —         | MPC                           |
| 278524         | 2008 DU48  | 29 fev 2008 | Catalina        | CSS                       | —         | MPC                           |
| 278525         | 2008 DJ67  | 29 fev 2008 | Kitt Peak       | Spacewatch                | —         | MPC                           |
| 278526         | 2008 DM68  | 29 fev 2008 | Kitt Peak       | Spacewatch                | —         | MPC                           |
| 278527         | 2008 DH85  | 18 fev 2008 | Mount Lemmon    | Mount Lemmon Survey       | —         | MPC                           |
| 278528         | 2008 EM13  | 1 mar 2008  | Kitt Peak       | Spacewatch                | —         | MPC                           |
| 278529         | 2008 EM16  | 1 mar 2008  | Kitt Peak       | Spacewatch                | —         | MPC                           |
| 278530         | 2008 EY20  | 2 mar 2008  | Kitt Peak       | Spacewatch                | —         | MPC                           |
| 278531         | 2008 EJ32  | 8 mar 2008  | Grove Creek     | F. Tozzi                  | —         | MPC                           |
| 278532         | 2008 EC46  | 5 mar 2008  | Kitt Peak       | Spacewatch                | —         | MPC                           |
| 278533         | 2008 EP47  | 5 mar 2008  | Mount Lemmon    | Mount Lemmon Survey       | —         | MPC                           |
| 278534         | 2008 EZ69  | 4 mar 2008  | Mount Lemmon    | Mount Lemmon Survey       | —         | MPC                           |
| 278535         | 2008 EE72  | 6 mar 2008  | Mount Lemmon    | Mount Lemmon Survey       | —         | MPC                           |
| 278536         | 2008 EC74  | 7 mar 2008  | Kitt Peak       | Spacewatch                | —         | MPC                           |
| 278537         | 2008 EX75  | 7 mar 2008  | Kitt Peak       | Spacewatch                | —         | MPC                           |
| 278538         | 2008 EZ81  | 4 mar 2008  | Socorro         | LINEAR                    | —         | MPC                           |
| 278539         | 2008 EF82  | 8 mar 2008  | Socorro         | LINEAR                    | —         | MPC                           |
| 278540         | 2008 EX87  | 10 mar 2008 | Mount Lemmon    | Mount Lemmon Survey       | —         | MPC                           |
| 278541         | 2008 EA123 | 9 mar 2008  | Kitt Peak       | Spacewatch                | —         | MPC                           |
| 278542         | 2008 EB127 | 10 mar 2008 | Kitt Peak       | Spacewatch                | —         | MPC                           |
| 278543         | 2008 EJ151 | 2 mar 2008  | Kitt Peak       | Spacewatch                | —         | MPC                           |
| 278544         | 2008 ER166 | 6 mar 2008  | Mount Lemmon    | Mount Lemmon Survey       | —         | MPC                           |
| 278545         | 2008 EM167 | 8 mar 2008  | Socorro         | LINEAR                    | —         | MPC                           |
| 278546         | 2008 FW3   | 25 mar 2008 | Kitt Peak       | Spacewatch                | —         | MPC                           |
| 278547         | 2008 FM8   | 25 mar 2008 | Kitt Peak       | Spacewatch                | —         | MPC                           |
| 278548         | 2008 FX27  | 27 mar 2008 | Kitt Peak       | Spacewatch                | —         | MPC                           |
| 278549         | 2008 FC34  | 28 mar 2008 | Mount Lemmon    | Mount Lemmon Survey       | —         | MPC                           |
| 278550         | 2008 FZ48  | 28 mar 2008 | Mount Lemmon    | Mount Lemmon Survey       | Mitidika  | MPC                           |
| 278551         | 2008 FC66  | 28 mar 2008 | Mount Lemmon    | Mount Lemmon Survey       | —         | MPC                           |
| 278552         | 2008 FW67  | 28 mar 2008 | Kitt Peak       | Spacewatch                | Brangane  | MPC                           |
| 278553         | 2008 FL96  | 29 mar 2008 | Kitt Peak       | Spacewatch                | —         | MPC                           |
| 278554         | 2008 FW109 | 31 mar 2008 | Mount Lemmon    | Mount Lemmon Survey       | —         | MPC                           |
| 278555         | 2008 FB123 | 28 mar 2008 | Mount Lemmon    | Mount Lemmon Survey       | —         | MPC                           |
| 278556         | 2008 FP137 | 31 mar 2008 | Mount Lemmon    | Mount Lemmon Survey       | —         | MPC                           |
| 278557         | 2008 GM27  | 3 abr 2008  | Kitt Peak       | Spacewatch                | Brangane  | MPC                           |
| 278558         | 2008 GF36  | 3 abr 2008  | Kitt Peak       | Spacewatch                | —         | MPC                           |
| 278559         | 2008 GN36  | 3 abr 2008  | Kitt Peak       | Spacewatch                | —         | MPC                           |
| 278560         | 2008 GH47  | 4 abr 2008  | Kitt Peak       | Spacewatch                | —         | MPC                           |
| 278561         | 2008 GA74  | 7 abr 2008  | Kitt Peak       | Spacewatch                | —         | MPC                           |
| 278562         | 2008 GN74  | 7 abr 2008  | Kitt Peak       | Spacewatch                | —         | MPC                           |
| 278563         | 2008 GH93  | 6 abr 2008  | Catalina        | CSS                       | —         | MPC                           |
| 278564         | 2008 GK97  | 8 abr 2008  | Kitt Peak       | Spacewatch                | —         | MPC                           |
| 278565         | 2008 GY126 | 14 abr 2008 | Mount Lemmon    | Mount Lemmon Survey       | —         | MPC                           |
| 278566         | 2008 GZ127 | 14 abr 2008 | Mount Lemmon    | Mount Lemmon Survey       | —         | MPC                           |
| 278567         | 2008 GP129 | 3 abr 2008  | Mount Lemmon    | Mount Lemmon Survey       | —         | MPC                           |
| 278568         | 2008 GY137 | 10 abr 2008 | Kitt Peak       | Spacewatch                | —         | MPC                           |
| 278569         | 2008 GW144 | 5 abr 2008  | Kitt Peak       | Spacewatch                | —         | MPC                           |
| 278570         | 2008 HT8   | 24 abr 2008 | Kitt Peak       | Spacewatch                | —         | MPC                           |
| 278571         | 2008 HZ8   | 24 abr 2008 | Kitt Peak       | Spacewatch                | Brangane  | MPC                           |
| 278572         | 2008 HB21  | 26 abr 2008 | Kitt Peak       | Spacewatch                | —         | MPC                           |
| 278573         | 2008 HF26  | 27 abr 2008 | Kitt Peak       | Spacewatch                | —         | MPC                           |
| 278574         | 2008 HW26  | 27 abr 2008 | Mount Lemmon    | Mount Lemmon Survey       | —         | MPC                           |
| 278575         | 2008 HV35  | 29 abr 2008 | Mount Lemmon    | Mount Lemmon Survey       | —         | MPC                           |
| 278576         | 2008 HS37  | 30 abr 2008 | La Sagra        | Mallorca Obs.             | —         | MPC                           |
| 278577         | 2008 HG40  | 26 abr 2008 | Mount Lemmon    | Mount Lemmon Survey       | Mitidika  | MPC                           |
| 278578         | 2008 HD62  | 30 abr 2008 | Kitt Peak       | Spacewatch                | —         | MPC                           |
| 278579         | 2008 HC66  | 28 abr 2008 | Reedy Creek     | J. Broughton              | —         | MPC                           |
| 278580         | 2008 JE5   | 3 mai 2008  | Kitt Peak       | Spacewatch                | —         | MPC                           |
| 278581         | 2008 JL6   | 2 mai 2008  | Kitt Peak       | Spacewatch                | Brangane  | MPC                           |
| 278582         | 2008 JE15  | 5 mai 2008  | Jarnac          | Jarnac Obs.               | —         | MPC                           |
| 278583         | 2008 JD23  | 7 mai 2008  | Kitt Peak       | Spacewatch                | —         | MPC                           |
| 278584         | 2008 JQ27  | 8 mai 2008  | Kitt Peak       | Spacewatch                | —         | MPC                           |
| 278585         | 2008 KM26  | 29 mai 2008 | Kitt Peak       | Spacewatch                | —         | MPC                           |
| 278586         | 2008 KW34  | 27 mai 2008 | Kitt Peak       | Spacewatch                | —         | MPC                           |
| 278587         | 2008 KX42  | 30 mai 2008 | Mount Lemmon    | Mount Lemmon Survey       | —         | MPC                           |
| 278588         | 2008 LY16  | 8 jun 2008  | Cerro Burek     | Alianza S4 Obs.           | —         | MPC                           |
| 278589         | 2008 NO    | 1 jul 2008  | Kitt Peak       | Spacewatch                | —         | MPC                           |
| 278590         | 2008 NA2   | 4 jul 2008  | La Sagra        | Mallorca Obs.             | —         | MPC                           |
| 278591 Salò    | 2008 NZ3   | 15 jul 2008 | Magasa          | M. Tonincelli, A. Stucchi | —         | MPC                           |
| 278592         | 2008 NG5   | 3 jul 2008  | Siding Spring   | SSS                       | —         | MPC                           |
| 278593         | 2008 OC    | 24 jul 2008 | La Sagra        | Mallorca Obs.             | —         | MPC                           |
| 278594         | 2008 OT1   | 26 jul 2008 | La Sagra        | Mallorca Obs.             | —         | MPC                           |
| 278595         | 2008 OB2   | 27 jul 2008 | Skylive         | F. Tozzi                  | —         | MPC                           |
| 278596         | 2008 OR2   | 27 jul 2008 | La Sagra        | Mallorca Obs.             | —         | MPC                           |
| 278597         | 2008 OA21  | 29 jul 2008 | Kitt Peak       | Spacewatch                | Brangane  | MPC                           |
| 278598         | 2008 OL21  | 30 jul 2008 | Kitt Peak       | Spacewatch                | —         | MPC                           |
| 278599         | 2008 OM23  | 29 jul 2008 | Mount Lemmon    | Mount Lemmon Survey       | —         | MPC                           |
| 278600         | 2008 OZ24  | 28 jul 2008 | Siding Spring   | SSS                       | —         | MPC                           |

## 278601–278700
| Designação        | Designação | Descoberta  | Descoberta       | Descobridor(es)       | Categoria | Mais informações / Referência |
| Permanente        | Provisória | Data        | Local            | Descobridor(es)       | Categoria | Mais informações / Referência |
| ----------------- | ---------- | ----------- | ---------------- | --------------------- | --------- | ----------------------------- |
| 278601            | 2008 PV2   | 2 ago 2008  | Reedy Creek      | J. Broughton          | —         | MPC                           |
| 278602            | 2008 PG6   | 4 ago 2008  | La Sagra         | Mallorca Obs.         | Mitidika  | MPC                           |
| 278603            | 2008 PQ6   | 4 ago 2008  | La Sagra         | Mallorca Obs.         | —         | MPC                           |
| 278604            | 2008 PV6   | 5 ago 2008  | Tiki             | N. Teamo              | —         | MPC                           |
| 278605            | 2008 PZ7   | 5 ago 2008  | La Sagra         | Mallorca Obs.         | —         | MPC                           |
| 278606            | 2008 PU9   | 7 ago 2008  | Hibiscus         | S. F. Hönig, N. Teamo | —         | MPC                           |
| 278607            | 2008 PS11  | 9 ago 2008  | Reedy Creek      | J. Broughton          | —         | MPC                           |
| 278608            | 2008 PZ15  | 8 ago 2008  | Reedy Creek      | J. Broughton          | —         | MPC                           |
| 278609 Avrudenko  | 2008 PP17  | 5 ago 2008  | Andrushivka      | Andrushivka Obs.      | —         | MPC                           |
| 278610            | 2008 PW19  | 7 ago 2008  | Kitt Peak        | Spacewatch            | —         | MPC                           |
| 278611            | 2008 QC5   | 22 ago 2008 | Kitt Peak        | Spacewatch            | —         | MPC                           |
| 278612            | 2008 QL5   | 22 ago 2008 | Kitt Peak        | Spacewatch            | —         | MPC                           |
| 278613            | 2008 QV5   | 24 ago 2008 | La Sagra         | Mallorca Obs.         | —         | MPC                           |
| 278614            | 2008 QC8   | 25 ago 2008 | La Sagra         | Mallorca Obs.         | —         | MPC                           |
| 278615            | 2008 QP8   | 25 ago 2008 | La Sagra         | Mallorca Obs.         | —         | MPC                           |
| 278616            | 2008 QQ9   | 25 ago 2008 | La Sagra         | Mallorca Obs.         | —         | MPC                           |
| 278617            | 2008 QV10  | 26 ago 2008 | La Sagra         | Mallorca Obs.         | —         | MPC                           |
| 278618            | 2008 QN12  | 26 ago 2008 | La Sagra         | Mallorca Obs.         | —         | MPC                           |
| 278619            | 2008 QB16  | 21 ago 2008 | Kitt Peak        | Spacewatch            | —         | MPC                           |
| 278620            | 2008 QM20  | 31 ago 2008 | Great Shefford   | P. Birtwhistle        | —         | MPC                           |
| 278621            | 2008 QU22  | 26 ago 2008 | Socorro          | LINEAR                | —         | MPC                           |
| 278622            | 2008 QC25  | 31 ago 2008 | Tiki             | N. Teamo              | —         | MPC                           |
| 278623            | 2008 QP28  | 31 ago 2008 | La Sagra         | Mallorca Obs.         | —         | MPC                           |
| 278624            | 2008 QX30  | 30 ago 2008 | Socorro          | LINEAR                | —         | MPC                           |
| 278625            | 2008 QC40  | 27 ago 2008 | Pises            | Pises Obs.            | —         | MPC                           |
| 278626            | 2008 QK40  | 31 ago 2008 | Moletai          | Molėtai Obs.          | —         | MPC                           |
| 278627            | 2008 QW40  | 24 ago 2008 | Kitt Peak        | Spacewatch            | —         | MPC                           |
| 278628            | 2008 QZ40  | 20 ago 2008 | Kitt Peak        | Spacewatch            | —         | MPC                           |
| 278629            | 2008 QH43  | 21 ago 2008 | Kitt Peak        | Spacewatch            | —         | MPC                           |
| 278630            | 2008 QV44  | 24 ago 2008 | Socorro          | LINEAR                | Brangane  | MPC                           |
| 278631            | 2008 QR45  | 23 ago 2008 | Socorro          | LINEAR                | —         | MPC                           |
| 278632            | 2008 QO47  | 23 ago 2008 | Kitt Peak        | Spacewatch            | —         | MPC                           |
| 278633            | 2008 QU47  | 23 ago 2008 | Kitt Peak        | Spacewatch            | —         | MPC                           |
| 278634            | 2008 RJ    | 1 set 2008  | Hibiscus         | S. F. Hönig, N. Teamo | —         | MPC                           |
| 278635            | 2008 RQ1   | 3 set 2008  | Kachina          | J. Hobart             | —         | MPC                           |
| 278636            | 2008 RX1   | 2 set 2008  | Kitt Peak        | Spacewatch            | —         | MPC                           |
| 278637            | 2008 RF2   | 2 set 2008  | Kitt Peak        | Spacewatch            | —         | MPC                           |
| 278638            | 2008 RD3   | 2 set 2008  | Kitt Peak        | Spacewatch            | —         | MPC                           |
| 278639            | 2008 RG5   | 2 set 2008  | Kitt Peak        | Spacewatch            | —         | MPC                           |
| 278640            | 2008 RZ5   | 2 set 2008  | Moletai          | Molėtai Obs.          | —         | MPC                           |
| 278641            | 2008 RF17  | 4 set 2008  | Kitt Peak        | Spacewatch            | —         | MPC                           |
| 278642            | 2008 RH17  | 4 set 2008  | Kitt Peak        | Spacewatch            | —         | MPC                           |
| 278643            | 2008 RL19  | 4 set 2008  | Kitt Peak        | Spacewatch            | —         | MPC                           |
| 278644            | 2008 RK21  | 4 set 2008  | Kitt Peak        | Spacewatch            | —         | MPC                           |
| 278645 Kontsevych | 2008 RQ22  | 4 set 2008  | Andrushivka      | Andrushivka Obs.      | Mitidika  | MPC                           |
| 278646            | 2008 RH24  | 5 set 2008  | Socorro          | LINEAR                | —         | MPC                           |
| 278647            | 2008 RN36  | 2 set 2008  | Kitt Peak        | Spacewatch            | —         | MPC                           |
| 278648            | 2008 RY37  | 2 set 2008  | Kitt Peak        | Spacewatch            | —         | MPC                           |
| 278649            | 2008 RE40  | 2 set 2008  | Kitt Peak        | Spacewatch            | —         | MPC                           |
| 278650            | 2008 RX41  | 2 set 2008  | Kitt Peak        | Spacewatch            | —         | MPC                           |
| 278651            | 2008 RY41  | 2 set 2008  | Kitt Peak        | Spacewatch            | —         | MPC                           |
| 278652            | 2008 RV42  | 2 set 2008  | Kitt Peak        | Spacewatch            | —         | MPC                           |
| 278653            | 2008 RL44  | 2 set 2008  | Kitt Peak        | Spacewatch            | —         | MPC                           |
| 278654            | 2008 RS44  | 2 set 2008  | Kitt Peak        | Spacewatch            | —         | MPC                           |
| 278655            | 2008 RD45  | 2 set 2008  | Kitt Peak        | Spacewatch            | —         | MPC                           |
| 278656            | 2008 RR46  | 2 set 2008  | Kitt Peak        | Spacewatch            | —         | MPC                           |
| 278657            | 2008 RX53  | 3 set 2008  | Kitt Peak        | Spacewatch            | —         | MPC                           |
| 278658            | 2008 RC54  | 3 set 2008  | Kitt Peak        | Spacewatch            | Brangane  | MPC                           |
| 278659            | 2008 RT64  | 4 set 2008  | Kitt Peak        | Spacewatch            | —         | MPC                           |
| 278660            | 2008 RY65  | 4 set 2008  | Kitt Peak        | Spacewatch            | —         | MPC                           |
| 278661            | 2008 RO68  | 4 set 2008  | Kitt Peak        | Spacewatch            | —         | MPC                           |
| 278662            | 2008 RU68  | 4 set 2008  | Kitt Peak        | Spacewatch            | —         | MPC                           |
| 278663            | 2008 RV68  | 4 set 2008  | Kitt Peak        | Spacewatch            | —         | MPC                           |
| 278664            | 2008 RU71  | 6 set 2008  | Catalina         | CSS                   | —         | MPC                           |
| 278665            | 2008 RV78  | 9 set 2008  | Bergisch Gladbac | W. Bickel             | —         | MPC                           |
| 278666            | 2008 RX79  | 5 set 2008  | Kitt Peak        | Spacewatch            | Brangane  | MPC                           |
| 278667            | 2008 RM86  | 5 set 2008  | Kitt Peak        | Spacewatch            | —         | MPC                           |
| 278668            | 2008 RS87  | 5 set 2008  | Kitt Peak        | Spacewatch            | Juno      | MPC                           |
| 278669            | 2008 RG91  | 6 set 2008  | Mount Lemmon     | Mount Lemmon Survey   | —         | MPC                           |
| 278670            | 2008 RN91  | 6 set 2008  | Kitt Peak        | Spacewatch            | —         | MPC                           |
| 278671            | 2008 RN93  | 6 set 2008  | Kitt Peak        | Spacewatch            | —         | MPC                           |
| 278672            | 2008 RO93  | 6 set 2008  | Kitt Peak        | Spacewatch            | —         | MPC                           |
| 278673            | 2008 RZ93  | 6 set 2008  | Kitt Peak        | Spacewatch            | —         | MPC                           |
| 278674            | 2008 RA94  | 6 set 2008  | Kitt Peak        | Spacewatch            | —         | MPC                           |
| 278675            | 2008 RT95  | 7 set 2008  | Catalina         | CSS                   | —         | MPC                           |
| 278676            | 2008 RU96  | 7 set 2008  | Mount Lemmon     | Mount Lemmon Survey   | —         | MPC                           |
| 278677            | 2008 RG100 | 2 set 2008  | Kitt Peak        | Spacewatch            | —         | MPC                           |
| 278678            | 2008 RQ100 | 4 set 2008  | Kitt Peak        | Spacewatch            | —         | MPC                           |
| 278679            | 2008 RY105 | 6 set 2008  | Mount Lemmon     | Mount Lemmon Survey   | —         | MPC                           |
| 278680            | 2008 RU106 | 7 set 2008  | Mount Lemmon     | Mount Lemmon Survey   | —         | MPC                           |
| 278681            | 2008 RW106 | 7 set 2008  | Catalina         | CSS                   | —         | MPC                           |
| 278682            | 2008 RP107 | 8 set 2008  | Kitt Peak        | Spacewatch            | —         | MPC                           |
| 278683            | 2008 RX109 | 3 set 2008  | Kitt Peak        | Spacewatch            | —         | MPC                           |
| 278684            | 2008 RQ111 | 4 set 2008  | Kitt Peak        | Spacewatch            | Phocaea   | MPC                           |
| 278685            | 2008 RL115 | 7 set 2008  | Mount Lemmon     | Mount Lemmon Survey   | —         | MPC                           |
| 278686            | 2008 RN115 | 7 set 2008  | Mount Lemmon     | Mount Lemmon Survey   | —         | MPC                           |
| 278687            | 2008 RG116 | 7 set 2008  | Catalina         | CSS                   | —         | MPC                           |
| 278688            | 2008 RL117 | 9 set 2008  | Mount Lemmon     | Mount Lemmon Survey   | —         | MPC                           |
| 278689            | 2008 RU117 | 9 set 2008  | Kitt Peak        | Spacewatch            | —         | MPC                           |
| 278690            | 2008 RZ118 | 12 set 2008 | Piszkéstető      | K. Sárneczky          | —         | MPC                           |
| 278691            | 2008 RL120 | 6 set 2008  | Kitt Peak        | Spacewatch            | —         | MPC                           |
| 278692            | 2008 RS120 | 5 set 2008  | La Sagra         | Mallorca Obs.         | —         | MPC                           |
| 278693            | 2008 RV128 | 2 set 2008  | Kitt Peak        | Spacewatch            | —         | MPC                           |
| 278694            | 2008 RO130 | 6 set 2008  | Siding Spring    | SSS                   | —         | MPC                           |
| 278695            | 2008 RQ130 | 7 set 2008  | Mount Lemmon     | Mount Lemmon Survey   | —         | MPC                           |
| 278696            | 2008 RX131 | 4 set 2008  | La Sagra         | Mallorca Obs.         | —         | MPC                           |
| 278697            | 2008 RG136 | 4 set 2008  | Socorro          | LINEAR                | —         | MPC                           |
| 278698            | 2008 RH139 | 7 set 2008  | Socorro          | LINEAR                | —         | MPC                           |
| 278699            | 2008 RP139 | 7 set 2008  | Mount Lemmon     | Mount Lemmon Survey   | —         | MPC                           |
| 278700            | 2008 RB140 | 7 set 2008  | Mount Lemmon     | Mount Lemmon Survey   | —         | MPC                           |

## 278701–278800
| Designação     | Designação | Descoberta  | Descoberta           | Descobridor(es)     | Categoria | Mais informações / Referência |
| Permanente     | Provisória | Data        | Local                | Descobridor(es)     | Categoria | Mais informações / Referência |
| -------------- | ---------- | ----------- | -------------------- | ------------------- | --------- | ----------------------------- |
| 278701         | 2008 RK141 | 4 set 2008  | Socorro              | LINEAR              | —         | MPC                           |
| 278702         | 2008 RH143 | 3 set 2008  | Kitt Peak            | Spacewatch          | —         | MPC                           |
| 278703         | 2008 RP143 | 6 set 2008  | Kitt Peak            | Spacewatch          | Mitidika  | MPC                           |
| 278704         | 2008 SR3   | 22 set 2008 | Socorro              | LINEAR              | —         | MPC                           |
| 278705         | 2008 SV17  | 19 set 2008 | Kitt Peak            | Spacewatch          | —         | MPC                           |
| 278706         | 2008 SF21  | 19 set 2008 | Kitt Peak            | Spacewatch          | —         | MPC                           |
| 278707         | 2008 SX26  | 19 set 2008 | Kitt Peak            | Spacewatch          | —         | MPC                           |
| 278708         | 2008 SQ27  | 19 set 2008 | Kitt Peak            | Spacewatch          | —         | MPC                           |
| 278709         | 2008 SK30  | 20 set 2008 | Catalina             | CSS                 | Phocaea   | MPC                           |
| 278710         | 2008 SQ30  | 20 set 2008 | Kitt Peak            | Spacewatch          | —         | MPC                           |
| 278711         | 2008 SC32  | 20 set 2008 | Kitt Peak            | Spacewatch          | —         | MPC                           |
| 278712         | 2008 SE36  | 20 set 2008 | Kitt Peak            | Spacewatch          | —         | MPC                           |
| 278713         | 2008 SY38  | 20 set 2008 | Kitt Peak            | Spacewatch          | —         | MPC                           |
| 278714         | 2008 SE39  | 20 set 2008 | Kitt Peak            | Spacewatch          | —         | MPC                           |
| 278715         | 2008 SR39  | 20 set 2008 | Kitt Peak            | Spacewatch          | —         | MPC                           |
| 278716         | 2008 SX39  | 20 set 2008 | Kitt Peak            | Spacewatch          | —         | MPC                           |
| 278717         | 2008 SO44  | 20 set 2008 | Kitt Peak            | Spacewatch          | —         | MPC                           |
| 278718         | 2008 SO46  | 20 set 2008 | Kitt Peak            | Spacewatch          | —         | MPC                           |
| 278719         | 2008 SB50  | 20 set 2008 | Mount Lemmon         | Mount Lemmon Survey | —         | MPC                           |
| 278720         | 2008 SS55  | 20 set 2008 | Mount Lemmon         | Mount Lemmon Survey | —         | MPC                           |
| 278721         | 2008 SV55  | 20 set 2008 | Kitt Peak            | Spacewatch          | —         | MPC                           |
| 278722         | 2008 SJ61  | 21 set 2008 | Kitt Peak            | Spacewatch          | —         | MPC                           |
| 278723         | 2008 SX61  | 21 set 2008 | Kitt Peak            | Spacewatch          | —         | MPC                           |
| 278724         | 2008 SZ61  | 21 set 2008 | Kitt Peak            | Spacewatch          | —         | MPC                           |
| 278725         | 2008 SN64  | 21 set 2008 | Catalina             | CSS                 | —         | MPC                           |
| 278726         | 2008 SF65  | 21 set 2008 | Catalina             | CSS                 | —         | MPC                           |
| 278727         | 2008 SV67  | 21 set 2008 | Catalina             | CSS                 | —         | MPC                           |
| 278728         | 2008 SO68  | 21 set 2008 | Catalina             | CSS                 | —         | MPC                           |
| 278729         | 2008 SJ70  | 22 set 2008 | Kitt Peak            | Spacewatch          | —         | MPC                           |
| 278730         | 2008 SZ70  | 22 set 2008 | Kitt Peak            | Spacewatch          | —         | MPC                           |
| 278731         | 2008 SG71  | 22 set 2008 | Mount Lemmon         | Mount Lemmon Survey | Maria     | MPC                           |
| 278732         | 2008 SJ71  | 22 set 2008 | Kitt Peak            | Spacewatch          | —         | MPC                           |
| 278733         | 2008 SR72  | 22 set 2008 | Kitt Peak            | Spacewatch          | Phocaea   | MPC                           |
| 278734         | 2008 SN82  | 23 set 2008 | Wrightwood           | J. W. Young         | —         | MPC                           |
| 278735 Kamioka | 2008 SG83  | 27 set 2008 | Vallemare di Borbona | V. S. Casulli       | —         | MPC                           |
| 278736         | 2008 SX84  | 28 set 2008 | Wrightwood           | J. W. Young         | —         | MPC                           |
| 278737         | 2008 SR86  | 20 set 2008 | Kitt Peak            | Spacewatch          | —         | MPC                           |
| 278738         | 2008 SA87  | 20 set 2008 | Kitt Peak            | Spacewatch          | —         | MPC                           |
| 278739         | 2008 SD91  | 21 set 2008 | Kitt Peak            | Spacewatch          | —         | MPC                           |
| 278740         | 2008 SP92  | 21 set 2008 | Kitt Peak            | Spacewatch          | —         | MPC                           |
| 278741         | 2008 SM94  | 21 set 2008 | Mount Lemmon         | Mount Lemmon Survey | —         | MPC                           |
| 278742         | 2008 ST94  | 21 set 2008 | Kitt Peak            | Spacewatch          | —         | MPC                           |
| 278743         | 2008 SW95  | 21 set 2008 | Kitt Peak            | Spacewatch          | —         | MPC                           |
| 278744         | 2008 SX95  | 21 set 2008 | Kitt Peak            | Spacewatch          | —         | MPC                           |
| 278745         | 2008 SL96  | 21 set 2008 | Kitt Peak            | Spacewatch          | —         | MPC                           |
| 278746         | 2008 SZ98  | 21 set 2008 | Kitt Peak            | Spacewatch          | Brangane  | MPC                           |
| 278747         | 2008 SS100 | 21 set 2008 | Kitt Peak            | Spacewatch          | —         | MPC                           |
| 278748         | 2008 SP101 | 21 set 2008 | Kitt Peak            | Spacewatch          | —         | MPC                           |
| 278749         | 2008 SJ102 | 21 set 2008 | Kitt Peak            | Spacewatch          | —         | MPC                           |
| 278750         | 2008 SM103 | 21 set 2008 | Mount Lemmon         | Mount Lemmon Survey | —         | MPC                           |
| 278751         | 2008 SH106 | 21 set 2008 | Kitt Peak            | Spacewatch          | —         | MPC                           |
| 278752         | 2008 SU107 | 22 set 2008 | Kitt Peak            | Spacewatch          | —         | MPC                           |
| 278753         | 2008 SB108 | 22 set 2008 | Mount Lemmon         | Mount Lemmon Survey | —         | MPC                           |
| 278754         | 2008 SG108 | 22 set 2008 | Mount Lemmon         | Mount Lemmon Survey | —         | MPC                           |
| 278755         | 2008 SG111 | 22 set 2008 | Kitt Peak            | Spacewatch          | —         | MPC                           |
| 278756         | 2008 SP117 | 22 set 2008 | Mount Lemmon         | Mount Lemmon Survey | —         | MPC                           |
| 278757         | 2008 SJ120 | 22 set 2008 | Mount Lemmon         | Mount Lemmon Survey | —         | MPC                           |
| 278758         | 2008 SC122 | 22 set 2008 | Mount Lemmon         | Mount Lemmon Survey | —         | MPC                           |
| 278759         | 2008 SL122 | 22 set 2008 | Mount Lemmon         | Mount Lemmon Survey | —         | MPC                           |
| 278760         | 2008 SN125 | 22 set 2008 | Mount Lemmon         | Mount Lemmon Survey | —         | MPC                           |
| 278761         | 2008 SY126 | 22 set 2008 | Kitt Peak            | Spacewatch          | Maria     | MPC                           |
| 278762         | 2008 SV136 | 23 set 2008 | Kitt Peak            | Spacewatch          | —         | MPC                           |
| 278763         | 2008 SD138 | 23 set 2008 | Kitt Peak            | Spacewatch          | —         | MPC                           |
| 278764         | 2008 SY138 | 23 set 2008 | Kitt Peak            | Spacewatch          | —         | MPC                           |
| 278765         | 2008 SW143 | 24 set 2008 | Mount Lemmon         | Mount Lemmon Survey | —         | MPC                           |
| 278766         | 2008 SY143 | 24 set 2008 | Mount Lemmon         | Mount Lemmon Survey | —         | MPC                           |
| 278767         | 2008 SJ149 | 23 set 2008 | Kitt Peak            | Spacewatch          | Brangane  | MPC                           |
| 278768         | 2008 SY149 | 29 set 2008 | Dauban               | F. Kugel            | —         | MPC                           |
| 278769         | 2008 SR153 | 22 set 2008 | Socorro              | LINEAR              | —         | MPC                           |
| 278770         | 2008 SS154 | 22 set 2008 | Socorro              | LINEAR              | Mitidika  | MPC                           |
| 278771         | 2008 SD155 | 23 set 2008 | Socorro              | LINEAR              | —         | MPC                           |
| 278772         | 2008 SL156 | 23 set 2008 | Socorro              | LINEAR              | —         | MPC                           |
| 278773         | 2008 SN156 | 23 set 2008 | Socorro              | LINEAR              | —         | MPC                           |
| 278774         | 2008 SP156 | 24 set 2008 | Socorro              | LINEAR              | —         | MPC                           |
| 278775         | 2008 SA157 | 3 set 2008  | Kitt Peak            | Spacewatch          | —         | MPC                           |
| 278776         | 2008 SR158 | 24 set 2008 | Socorro              | LINEAR              | —         | MPC                           |
| 278777         | 2008 SQ161 | 28 set 2008 | Socorro              | LINEAR              | —         | MPC                           |
| 278778         | 2008 SX163 | 28 set 2008 | Socorro              | LINEAR              | —         | MPC                           |
| 278779         | 2008 SC164 | 28 set 2008 | Socorro              | LINEAR              | —         | MPC                           |
| 278780         | 2008 SN171 | 21 set 2008 | Mount Lemmon         | Mount Lemmon Survey | —         | MPC                           |
| 278781         | 2008 SD176 | 23 set 2008 | Kitt Peak            | Spacewatch          | —         | MPC                           |
| 278782         | 2008 SY182 | 24 set 2008 | Mount Lemmon         | Mount Lemmon Survey | Maria     | MPC                           |
| 278783         | 2008 SS183 | 24 set 2008 | Kitt Peak            | Spacewatch          | —         | MPC                           |
| 278784         | 2008 SM184 | 24 set 2008 | Mount Lemmon         | Mount Lemmon Survey | —         | MPC                           |
| 278785         | 2008 SU186 | 25 set 2008 | Kitt Peak            | Spacewatch          | —         | MPC                           |
| 278786         | 2008 SF190 | 25 set 2008 | Kitt Peak            | Spacewatch          | —         | MPC                           |
| 278787         | 2008 SW190 | 25 set 2008 | Mount Lemmon         | Mount Lemmon Survey | —         | MPC                           |
| 278788         | 2008 SF191 | 25 set 2008 | Mount Lemmon         | Mount Lemmon Survey | —         | MPC                           |
| 278789         | 2008 SC196 | 25 set 2008 | Kitt Peak            | Spacewatch          | —         | MPC                           |
| 278790         | 2008 SX196 | 25 set 2008 | Kitt Peak            | Spacewatch          | —         | MPC                           |
| 278791         | 2008 SL198 | 25 set 2008 | Kitt Peak            | Spacewatch          | —         | MPC                           |
| 278792         | 2008 SK202 | 26 set 2008 | Kitt Peak            | Spacewatch          | —         | MPC                           |
| 278793         | 2008 SA204 | 26 set 2008 | Kitt Peak            | Spacewatch          | —         | MPC                           |
| 278794         | 2008 SW207 | 27 set 2008 | Catalina             | CSS                 | —         | MPC                           |
| 278795         | 2008 SC210 | 28 set 2008 | Junk Bond            | D. Healy            | —         | MPC                           |
| 278796         | 2008 SN218 | 29 set 2008 | Hibiscus             | N. Teamo            | —         | MPC                           |
| 278797         | 2008 SS218 | 30 set 2008 | La Sagra             | Mallorca Obs.       | —         | MPC                           |
| 278798         | 2008 SE229 | 28 set 2008 | Mount Lemmon         | Mount Lemmon Survey | —         | MPC                           |
| 278799         | 2008 SY232 | 28 set 2008 | Mount Lemmon         | Mount Lemmon Survey | —         | MPC                           |
| 278800         | 2008 ST233 | 28 set 2008 | Mount Lemmon         | Mount Lemmon Survey | —         | MPC                           |

## 278801–278900
| Designação | Designação | Descoberta  | Descoberta       | Descobridor(es)     | Categoria | Mais informações / Referência |
| Permanente | Provisória | Data        | Local            | Descobridor(es)     | Categoria | Mais informações / Referência |
| ---------- | ---------- | ----------- | ---------------- | ------------------- | --------- | ----------------------------- |
| 278801     | 2008 SJ235 | 28 set 2008 | Mount Lemmon     | Mount Lemmon Survey | —         | MPC                           |
| 278802     | 2008 SK238 | 29 set 2008 | Kitt Peak        | Spacewatch          | —         | MPC                           |
| 278803     | 2008 ST238 | 20 dez 2004 | Mount Lemmon     | Mount Lemmon Survey | —         | MPC                           |
| 278804     | 2008 SM241 | 29 set 2008 | Catalina         | CSS                 | —         | MPC                           |
| 278805     | 2008 SX242 | 29 set 2008 | Kitt Peak        | Spacewatch          | —         | MPC                           |
| 278806     | 2008 SC244 | 24 set 2008 | Kitt Peak        | Spacewatch          | —         | MPC                           |
| 278807     | 2008 SQ244 | 29 set 2008 | Goodricke-Pigott | R. A. Tucker        | Themis    | MPC                           |
| 278808     | 2008 SY244 | 29 set 2008 | Catalina         | CSS                 | —         | MPC                           |
| 278809     | 2008 SS246 | 30 set 2008 | La Sagra         | Mallorca Obs.       | —         | MPC                           |
| 278810     | 2008 SH248 | 20 set 2008 | Kitt Peak        | Spacewatch          | —         | MPC                           |
| 278811     | 2008 SW248 | 21 set 2008 | Catalina         | CSS                 | —         | MPC                           |
| 278812     | 2008 SG253 | 21 set 2008 | Kitt Peak        | Spacewatch          | —         | MPC                           |
| 278813     | 2008 SV253 | 22 set 2008 | Kitt Peak        | Spacewatch          | —         | MPC                           |
| 278814     | 2008 SC255 | 23 set 2008 | Mount Lemmon     | Mount Lemmon Survey | —         | MPC                           |
| 278815     | 2008 SO255 | 25 set 2008 | Kitt Peak        | Spacewatch          | —         | MPC                           |
| 278816     | 2008 SQ255 | 25 set 2008 | Kitt Peak        | Spacewatch          | —         | MPC                           |
| 278817     | 2008 SD256 | 20 set 2008 | Kitt Peak        | Spacewatch          | —         | MPC                           |
| 278818     | 2008 SL257 | 22 set 2008 | Mount Lemmon     | Mount Lemmon Survey | —         | MPC                           |
| 278819     | 2008 SS258 | 22 set 2008 | Catalina         | CSS                 | —         | MPC                           |
| 278820     | 2008 SL261 | 23 set 2008 | Kitt Peak        | Spacewatch          | —         | MPC                           |
| 278821     | 2008 ST261 | 24 set 2008 | Catalina         | CSS                 | —         | MPC                           |
| 278822     | 2008 SF262 | 24 set 2008 | Kitt Peak        | Spacewatch          | —         | MPC                           |
| 278823     | 2008 SZ263 | 24 set 2008 | Mount Lemmon     | Mount Lemmon Survey | —         | MPC                           |
| 278824     | 2008 SF266 | 24 set 2008 | Kitt Peak        | Spacewatch          | —         | MPC                           |
| 278825     | 2008 SS268 | 29 set 2008 | Catalina         | CSS                 | —         | MPC                           |
| 278826     | 2008 SY268 | 30 set 2008 | Catalina         | CSS                 | —         | MPC                           |
| 278827     | 2008 SV269 | 22 set 2008 | Mount Lemmon     | Mount Lemmon Survey | —         | MPC                           |
| 278828     | 2008 SA272 | 29 set 2008 | Catalina         | CSS                 | —         | MPC                           |
| 278829     | 2008 SV272 | 24 set 2008 | Mount Lemmon     | Mount Lemmon Survey | —         | MPC                           |
| 278830     | 2008 SB273 | 29 set 2008 | Catalina         | CSS                 | —         | MPC                           |
| 278831     | 2008 SS285 | 21 set 2008 | Kitt Peak        | Spacewatch          | —         | MPC                           |
| 278832     | 2008 ST286 | 22 set 2008 | Catalina         | CSS                 | —         | MPC                           |
| 278833     | 2008 SN287 | 23 set 2008 | Kitt Peak        | Spacewatch          | —         | MPC                           |
| 278834     | 2008 SR288 | 24 set 2008 | Mount Lemmon     | Mount Lemmon Survey | —         | MPC                           |
| 278835     | 2008 SB289 | 25 set 2008 | Kitt Peak        | Spacewatch          | —         | MPC                           |
| 278836     | 2008 SC289 | 25 set 2008 | Kitt Peak        | Spacewatch          | —         | MPC                           |
| 278837     | 2008 SQ295 | 27 set 2008 | Catalina         | CSS                 | —         | MPC                           |
| 278838     | 2008 ST300 | 23 set 2008 | Socorro          | LINEAR              | —         | MPC                           |
| 278839     | 2008 SL301 | 23 set 2008 | Socorro          | LINEAR              | —         | MPC                           |
| 278840     | 2008 SE303 | 24 set 2008 | Socorro          | LINEAR              | —         | MPC                           |
| 278841     | 2008 SH304 | 24 set 2008 | Mount Lemmon     | Mount Lemmon Survey | —         | MPC                           |
| 278842     | 2008 SJ304 | 24 set 2008 | Mount Lemmon     | Mount Lemmon Survey | —         | MPC                           |
| 278843     | 2008 SV305 | 28 set 2008 | Socorro          | LINEAR              | —         | MPC                           |
| 278844     | 2008 SE308 | 29 set 2008 | Mount Lemmon     | Mount Lemmon Survey | —         | MPC                           |
| 278845     | 2008 SV308 | 22 set 2008 | Socorro          | LINEAR              | —         | MPC                           |
| 278846     | 2008 SH309 | 23 set 2008 | Socorro          | LINEAR              | —         | MPC                           |
| 278847     | 2008 TX1   | 3 out 2008  | Cordell-Lorenz   | D. T. Durig         | —         | MPC                           |
| 278848     | 2008 TX2   | 4 out 2008  | Cordell-Lorenz   | D. T. Durig         | Brangane  | MPC                           |
| 278849     | 2008 TU5   | 2 out 2008  | La Sagra         | Mallorca Obs.       | —         | MPC                           |
| 278850     | 2008 TU7   | 4 out 2008  | La Sagra         | Mallorca Obs.       | Themis    | MPC                           |
| 278851     | 2008 TV8   | 5 out 2008  | Hibiscus         | N. Teamo            | —         | MPC                           |
| 278852     | 2008 TM16  | 1 out 2008  | Catalina         | CSS                 | —         | MPC                           |
| 278853     | 2008 TG17  | 1 out 2008  | Mount Lemmon     | Mount Lemmon Survey | —         | MPC                           |
| 278854     | 2008 TS20  | 1 out 2008  | Mount Lemmon     | Mount Lemmon Survey | —         | MPC                           |
| 278855     | 2008 TX21  | 1 out 2008  | Mount Lemmon     | Mount Lemmon Survey | —         | MPC                           |
| 278856     | 2008 TZ22  | 2 out 2008  | Kitt Peak        | Spacewatch          | —         | MPC                           |
| 278857     | 2008 TY24  | 2 out 2008  | Mount Lemmon     | Mount Lemmon Survey | —         | MPC                           |
| 278858     | 2008 TW27  | 1 out 2008  | La Sagra         | Mallorca Obs.       | —         | MPC                           |
| 278859     | 2008 TL29  | 1 out 2008  | Mount Lemmon     | Mount Lemmon Survey | —         | MPC                           |
| 278860     | 2008 TN29  | 1 out 2008  | Catalina         | CSS                 | —         | MPC                           |
| 278861     | 2008 TR30  | 1 out 2008  | Kitt Peak        | Spacewatch          | —         | MPC                           |
| 278862     | 2008 TG33  | 1 out 2008  | Kitt Peak        | Spacewatch          | —         | MPC                           |
| 278863     | 2008 TO35  | 1 out 2008  | Mount Lemmon     | Mount Lemmon Survey | —         | MPC                           |
| 278864     | 2008 TT38  | 1 out 2008  | Kitt Peak        | Spacewatch          | —         | MPC                           |
| 278865     | 2008 TW44  | 1 out 2008  | Mount Lemmon     | Mount Lemmon Survey | —         | MPC                           |
| 278866     | 2008 TP49  | 2 out 2008  | Kitt Peak        | Spacewatch          | —         | MPC                           |
| 278867     | 2008 TR53  | 2 out 2008  | Kitt Peak        | Spacewatch          | —         | MPC                           |
| 278868     | 2008 TT56  | 2 out 2008  | Kitt Peak        | Spacewatch          | —         | MPC                           |
| 278869     | 2008 TD57  | 2 out 2008  | Kitt Peak        | Spacewatch          | —         | MPC                           |
| 278870     | 2008 TX57  | 2 out 2008  | Kitt Peak        | Spacewatch          | —         | MPC                           |
| 278871     | 2008 TC58  | 2 out 2008  | Kitt Peak        | Spacewatch          | —         | MPC                           |
| 278872     | 2008 TG62  | 2 out 2008  | Kitt Peak        | Spacewatch          | Brangane  | MPC                           |
| 278873     | 2008 TH62  | 2 out 2008  | Kitt Peak        | Spacewatch          | —         | MPC                           |
| 278874     | 2008 TS62  | 2 out 2008  | Kitt Peak        | Spacewatch          | —         | MPC                           |
| 278875     | 2008 TC63  | 2 out 2008  | Catalina         | CSS                 | —         | MPC                           |
| 278876     | 2008 TM64  | 2 out 2008  | Kitt Peak        | Spacewatch          | —         | MPC                           |
| 278877     | 2008 TA68  | 2 out 2008  | Kitt Peak        | Spacewatch          | —         | MPC                           |
| 278878     | 2008 TS69  | 2 out 2008  | Kitt Peak        | Spacewatch          | Ursula    | MPC                           |
| 278879     | 2008 TF71  | 2 out 2008  | Kitt Peak        | Spacewatch          | —         | MPC                           |
| 278880     | 2008 TX73  | 2 out 2008  | Kitt Peak        | Spacewatch          | —         | MPC                           |
| 278881     | 2008 TC76  | 3 set 2008  | Kitt Peak        | Spacewatch          | Brangane  | MPC                           |
| 278882     | 2008 TH77  | 2 out 2008  | Mount Lemmon     | Mount Lemmon Survey | —         | MPC                           |
| 278883     | 2008 TL78  | 2 out 2008  | Mount Lemmon     | Mount Lemmon Survey | —         | MPC                           |
| 278884     | 2008 TF79  | 2 out 2008  | Mount Lemmon     | Mount Lemmon Survey | —         | MPC                           |
| 278885     | 2008 TF82  | 2 out 2008  | La Sagra         | Mallorca Obs.       | —         | MPC                           |
| 278886     | 2008 TD84  | 3 out 2008  | Kitt Peak        | Spacewatch          | —         | MPC                           |
| 278887     | 2008 TA86  | 3 out 2008  | Mount Lemmon     | Mount Lemmon Survey | Phocaea   | MPC                           |
| 278888     | 2008 TP87  | 3 out 2008  | Kitt Peak        | Spacewatch          | —         | MPC                           |
| 278889     | 2008 TC88  | 3 out 2008  | Kitt Peak        | Spacewatch          | —         | MPC                           |
| 278890     | 2008 TK88  | 3 out 2008  | Kitt Peak        | Spacewatch          | —         | MPC                           |
| 278891     | 2008 TL94  | 31 jan 2006 | Kitt Peak        | Spacewatch          | —         | MPC                           |
| 278892     | 2008 TZ103 | 6 out 2008  | Kitt Peak        | Spacewatch          | —         | MPC                           |
| 278893     | 2008 TV104 | 6 out 2008  | Kitt Peak        | Spacewatch          | —         | MPC                           |
| 278894     | 2008 TD108 | 6 out 2008  | Mount Lemmon     | Mount Lemmon Survey | —         | MPC                           |
| 278895     | 2008 TG108 | 6 out 2008  | Mount Lemmon     | Mount Lemmon Survey | Ursula    | MPC                           |
| 278896     | 2008 TL108 | 6 out 2008  | Mount Lemmon     | Mount Lemmon Survey | —         | MPC                           |
| 278897     | 2008 TO108 | 6 out 2008  | Mount Lemmon     | Mount Lemmon Survey | —         | MPC                           |
| 278898     | 2008 TU111 | 6 out 2008  | Catalina         | CSS                 | —         | MPC                           |
| 278899     | 2008 TO113 | 6 out 2008  | Kitt Peak        | Spacewatch          | —         | MPC                           |
| 278900     | 2008 TK114 | 6 out 2008  | Kitt Peak        | Spacewatch          | —         | MPC                           |

## 278901–279000
| Designação        | Designação | Descoberta  | Descoberta        | Descobridor(es)          | Categoria | Mais informações / Referência |
| Permanente        | Provisória | Data        | Local             | Descobridor(es)          | Categoria | Mais informações / Referência |
| ----------------- | ---------- | ----------- | ----------------- | ------------------------ | --------- | ----------------------------- |
| 278901            | 2008 TC115 | 6 out 2008  | Catalina          | CSS                      | Brangane  | MPC                           |
| 278902            | 2008 TV118 | 7 out 2008  | Kitt Peak         | Spacewatch               | —         | MPC                           |
| 278903            | 2008 TX123 | 8 out 2008  | Mount Lemmon      | Mount Lemmon Survey      | —         | MPC                           |
| 278904            | 2008 TV129 | 8 out 2008  | Mount Lemmon      | Mount Lemmon Survey      | Ursula    | MPC                           |
| 278905            | 2008 TF130 | 8 out 2008  | Mount Lemmon      | Mount Lemmon Survey      | —         | MPC                           |
| 278906            | 2008 TB144 | 9 out 2008  | Mount Lemmon      | Mount Lemmon Survey      | Themis    | MPC                           |
| 278907            | 2008 TQ144 | 9 out 2008  | Mount Lemmon      | Mount Lemmon Survey      | —         | MPC                           |
| 278908            | 2008 TW145 | 9 out 2008  | Mount Lemmon      | Mount Lemmon Survey      | —         | MPC                           |
| 278909            | 2008 TG147 | 9 out 2008  | Mount Lemmon      | Mount Lemmon Survey      | —         | MPC                           |
| 278910            | 2008 TP148 | 9 out 2008  | Mount Lemmon      | Mount Lemmon Survey      | —         | MPC                           |
| 278911            | 2008 TG149 | 9 out 2008  | Mount Lemmon      | Mount Lemmon Survey      | —         | MPC                           |
| 278912            | 2008 TN149 | 9 out 2008  | Mount Lemmon      | Mount Lemmon Survey      | —         | MPC                           |
| 278913            | 2008 TQ150 | 9 out 2008  | Mount Lemmon      | Mount Lemmon Survey      | —         | MPC                           |
| 278914            | 2008 TJ156 | 9 out 2008  | Kitt Peak         | Spacewatch               | —         | MPC                           |
| 278915            | 2008 TN157 | 4 out 2008  | Catalina          | CSS                      | —         | MPC                           |
| 278916            | 2008 TU157 | 4 out 2008  | Catalina          | CSS                      | —         | MPC                           |
| 278917            | 2008 TG163 | 1 out 2008  | Catalina          | CSS                      | —         | MPC                           |
| 278918            | 2008 TC164 | 1 out 2008  | Catalina          | CSS                      | —         | MPC                           |
| 278919            | 2008 TL164 | 1 out 2008  | Catalina          | CSS                      | —         | MPC                           |
| 278920            | 2008 TW165 | 6 out 2008  | Mount Lemmon      | Mount Lemmon Survey      | —         | MPC                           |
| 278921            | 2008 TK172 | 2 out 2008  | Mount Lemmon      | Mount Lemmon Survey      | —         | MPC                           |
| 278922            | 2008 TZ176 | 1 out 2008  | Catalina          | CSS                      | —         | MPC                           |
| 278923            | 2008 TO182 | 1 out 2008  | Mount Lemmon      | Mount Lemmon Survey      | —         | MPC                           |
| 278924            | 2008 TY183 | 3 out 2008  | Socorro           | LINEAR                   | —         | MPC                           |
| 278925            | 2008 TE185 | 6 out 2008  | Mount Lemmon      | Mount Lemmon Survey      | —         | MPC                           |
| 278926            | 2008 TM185 | 6 out 2008  | Mount Lemmon      | Mount Lemmon Survey      | —         | MPC                           |
| 278927            | 2008 UJ3   | 21 out 2008 | Needville         | J. Dellinger, M. Eastman | —         | MPC                           |
| 278928            | 2008 UW4   | 25 out 2008 | Sierra Stars      | F. Tozzi                 | —         | MPC                           |
| 278929            | 2008 UH7   | 27 out 2008 | Catalina          | CSS                      | —         | MPC                           |
| 278930            | 2008 UO7   | 26 out 2008 | Bisei SG Center   | BATTeRS                  | —         | MPC                           |
| 278931            | 2008 UQ11  | 17 out 2008 | Kitt Peak         | Spacewatch               | —         | MPC                           |
| 278932            | 2008 UE13  | 17 out 2008 | Kitt Peak         | Spacewatch               | —         | MPC                           |
| 278933            | 2008 UF13  | 17 out 2008 | Kitt Peak         | Spacewatch               | —         | MPC                           |
| 278934            | 2008 UO13  | 17 out 2008 | Kitt Peak         | Spacewatch               | —         | MPC                           |
| 278935            | 2008 UK21  | 19 out 2008 | Kitt Peak         | Spacewatch               | —         | MPC                           |
| 278936            | 2008 UL21  | 19 out 2008 | Kitt Peak         | Spacewatch               | —         | MPC                           |
| 278937            | 2008 UR25  | 20 out 2008 | Mount Lemmon      | Mount Lemmon Survey      | —         | MPC                           |
| 278938            | 2008 UW27  | 20 out 2008 | Kitt Peak         | Spacewatch               | —         | MPC                           |
| 278939            | 2008 UQ34  | 20 out 2008 | Kitt Peak         | Spacewatch               | —         | MPC                           |
| 278940            | 2008 UD41  | 20 out 2008 | Kitt Peak         | Spacewatch               | —         | MPC                           |
| 278941            | 2008 UU42  | 20 out 2008 | Kitt Peak         | Spacewatch               | —         | MPC                           |
| 278942            | 2008 UF45  | 20 out 2008 | Mount Lemmon      | Mount Lemmon Survey      | —         | MPC                           |
| 278943            | 2008 UA48  | 20 out 2008 | Mount Lemmon      | Mount Lemmon Survey      | Brangane  | MPC                           |
| 278944            | 2008 UR52  | 20 out 2008 | Kitt Peak         | Spacewatch               | —         | MPC                           |
| 278945            | 2008 UH55  | 21 out 2008 | Kitt Peak         | Spacewatch               | —         | MPC                           |
| 278946            | 2008 UJ60  | 21 out 2008 | Kitt Peak         | Spacewatch               | —         | MPC                           |
| 278947            | 2008 UF61  | 21 out 2008 | Kitt Peak         | Spacewatch               | Maria     | MPC                           |
| 278948            | 2008 UR62  | 21 out 2008 | Kitt Peak         | Spacewatch               | —         | MPC                           |
| 278949            | 2008 UP63  | 21 out 2008 | Kitt Peak         | Spacewatch               | Brangane  | MPC                           |
| 278950            | 2008 UZ63  | 21 out 2008 | Mount Lemmon      | Mount Lemmon Survey      | —         | MPC                           |
| 278951            | 2008 UU64  | 21 out 2008 | Kitt Peak         | Spacewatch               | Brangane  | MPC                           |
| 278952            | 2008 UF70  | 21 out 2008 | Kitt Peak         | Spacewatch               | —         | MPC                           |
| 278953            | 2008 UN72  | 21 out 2008 | Mount Lemmon      | Mount Lemmon Survey      | —         | MPC                           |
| 278954            | 2008 UY72  | 21 out 2008 | Kitt Peak         | Spacewatch               | —         | MPC                           |
| 278955            | 2008 UU74  | 21 out 2008 | Kitt Peak         | Spacewatch               | —         | MPC                           |
| 278956 Shei-Pa    | 2008 UZ83  | 22 out 2008 | Lulin             | X. Y. Hsiao, Q.-z. Ye    | —         | MPC                           |
| 278957            | 2008 UG84  | 23 out 2008 | Kitt Peak         | Spacewatch               | Pallas    | MPC                           |
| 278958            | 2008 UX90  | 25 out 2008 | Kitt Peak         | Spacewatch               | —         | MPC                           |
| 278959            | 2008 UF92  | 23 out 2008 | Socorro           | LINEAR                   | —         | MPC                           |
| 278960            | 2008 UE94  | 25 out 2008 | Socorro           | LINEAR                   | —         | MPC                           |
| 278961            | 2008 UO94  | 26 out 2008 | Socorro           | LINEAR                   | —         | MPC                           |
| 278962            | 2008 UD96  | 24 out 2008 | Socorro           | LINEAR                   | —         | MPC                           |
| 278963            | 2008 UD97  | 25 out 2008 | Socorro           | LINEAR                   | —         | MPC                           |
| 278964            | 2008 UV98  | 27 out 2008 | Socorro           | LINEAR                   | —         | MPC                           |
| 278965            | 2008 UZ101 | 20 out 2008 | Kitt Peak         | Spacewatch               | —         | MPC                           |
| 278966            | 2008 UY105 | 21 out 2008 | Kitt Peak         | Spacewatch               | —         | MPC                           |
| 278967            | 2008 UM114 | 22 out 2008 | Kitt Peak         | Spacewatch               | —         | MPC                           |
| 278968            | 2008 UR115 | 22 out 2008 | Kitt Peak         | Spacewatch               | —         | MPC                           |
| 278969            | 2008 UU129 | 23 out 2008 | Kitt Peak         | Spacewatch               | —         | MPC                           |
| 278970            | 2008 UD131 | 23 out 2008 | Kitt Peak         | Spacewatch               | —         | MPC                           |
| 278971            | 2008 UL144 | 23 out 2008 | Kitt Peak         | Spacewatch               | —         | MPC                           |
| 278972            | 2008 UN154 | 23 out 2008 | Mount Lemmon      | Mount Lemmon Survey      | —         | MPC                           |
| 278973            | 2008 UO159 | 23 out 2008 | Kitt Peak         | Spacewatch               | —         | MPC                           |
| 278974            | 2008 UF160 | 23 out 2008 | Kitt Peak         | Spacewatch               | —         | MPC                           |
| 278975            | 2008 UZ162 | 24 out 2008 | Kitt Peak         | Spacewatch               | —         | MPC                           |
| 278976            | 2008 UM166 | 24 out 2008 | Kitt Peak         | Spacewatch               | —         | MPC                           |
| 278977            | 2008 UQ168 | 24 out 2008 | Kitt Peak         | Spacewatch               | —         | MPC                           |
| 278978            | 2008 UX169 | 24 out 2008 | Catalina          | CSS                      | —         | MPC                           |
| 278979            | 2008 UN173 | 24 out 2008 | Kitt Peak         | Spacewatch               | —         | MPC                           |
| 278980            | 2008 UM176 | 24 out 2008 | Mount Lemmon      | Mount Lemmon Survey      | —         | MPC                           |
| 278981            | 2008 UX177 | 24 out 2008 | Mount Lemmon      | Mount Lemmon Survey      | —         | MPC                           |
| 278982            | 2008 UD183 | 24 out 2008 | Mount Lemmon      | Mount Lemmon Survey      | —         | MPC                           |
| 278983            | 2008 UM190 | 25 out 2008 | Catalina          | CSS                      | —         | MPC                           |
| 278984            | 2008 UZ193 | 25 out 2008 | Mount Lemmon      | Mount Lemmon Survey      | —         | MPC                           |
| 278985            | 2008 UU195 | 26 out 2008 | Mount Lemmon      | Mount Lemmon Survey      | —         | MPC                           |
| 278986 Chenshuchu | 2008 UQ205 | 20 out 2008 | Lulin Observatory | X. Y. Hsiao, Q.-z. Ye    | —         | MPC                           |
| 278987            | 2008 UW205 | 27 out 2008 | Skylive           | F. Tozzi                 | —         | MPC                           |
| 278988            | 2008 UU209 | 23 out 2008 | Kitt Peak         | Spacewatch               | —         | MPC                           |
| 278989            | 2008 UV210 | 23 out 2008 | Kitt Peak         | Spacewatch               | —         | MPC                           |
| 278990            | 2008 UO211 | 23 out 2008 | Mount Lemmon      | Mount Lemmon Survey      | Brangane  | MPC                           |
| 278991            | 2008 UH214 | 24 out 2008 | Catalina          | CSS                      | —         | MPC                           |
| 278992            | 2008 UN214 | 24 out 2008 | Catalina          | CSS                      | Eos       | MPC                           |
| 278993            | 2008 UD216 | 24 out 2008 | Catalina          | CSS                      | Koronis   | MPC                           |
| 278994            | 2008 UJ218 | 25 out 2008 | Kitt Peak         | Spacewatch               | —         | MPC                           |
| 278995            | 2008 US223 | 25 out 2008 | Catalina          | CSS                      | —         | MPC                           |
| 278996            | 2008 UV223 | 25 out 2008 | Catalina          | CSS                      | —         | MPC                           |
| 278997            | 2008 UC224 | 25 out 2008 | Kitt Peak         | Spacewatch               | —         | MPC                           |
| 278998            | 2008 UJ226 | 25 out 2008 | Mount Lemmon      | Mount Lemmon Survey      | —         | MPC                           |
| 278999            | 2008 UF235 | 26 out 2008 | Mount Lemmon      | Mount Lemmon Survey      | —         | MPC                           |
| 279000            | 2008 UF241 | 26 out 2008 | Kitt Peak         | Spacewatch               | —         | MPC                           |